# Campeonato Brasileiro de Futebol de 2016 - Série D
A Série D do Campeonato Brasileiro de Futebol de 2016 foi a oitava edição da competição de futebol profissional equivalente à quarta divisão no Brasil. Esta edição foi disputada por 68 equipes, que se classificaram através dos campeonatos estaduais e por outros torneios realizados por cada uma das federações estaduais.
O Volta Redonda conquistou, de forma invicta, o primeiro título nacional de sua história, após vencer o CSA com uma goleada por 4–0  no jogo de volta, no interior fluminense, tendo anteriormente empatado por 0–0 na ida, em Maceió. Ambas as equipes, além dos semifinalistas São Bento e Moto Club, foram promovidas para a Série C de 2017.

## Critérios de classificação
Depois do aumento de 40 vagas para 48 vagas, algumas federações que não foram privilegiadas reclamaram pedindo a ampliação para 58 equipes. Depois de algumas reuniões a Confederação Brasileira de Futebol estipulou que o torneio teria 68 equipes e que essas vagas seriam distribuídas da seguinte forma:
- Os quatro rebaixados da Série C do ano anterior;
- O primeiro colocado no Ranking Nacional das Federações teve direito a 4 vagas;
- Do segundo ao nono no Ranking Nacional das Federações tiveram direito a 3 vagas;
- Os demais 18 estados no Ranking Nacional das Federações tiveram direito a dois representantes cada.

Os indicados das federações estaduais foram através do desempenho nos Campeonatos Estaduais ou outros torneios realizados por cada federação estadual;
Em caso de desistência, a vaga foi ocupada pelo clube da mesma federação melhor classificado, ou então, pelo clube apontado pela federação estadual. Se o estado não indicasse nenhum representante, a vaga seria repassada ao melhor estado seguinte posicionado no Ranking Nacional das Federações, que indicaria uma equipe a ocupar o mesmo grupo da equipe original. Caso a vaga ainda ficasse em aberto, seria transferida ao segundo estado seguinte e melhor colocado no ranking, e assim sucessivamente. O limite de usufruto de vaga repassada é de uma por federação.
As equipes que disputam a Série D geralmente são definidas pelo seu posicionamento na tabela de classificação de seus respectivos campeonatos estaduais. Quando nos estaduais existe algum participante que já disputa alguma divisão superior do Campeonato Brasileiro (Séries A, B ou C), a classificação para a Série D se dá a seguinte equipe melhor posicionada na tabela de classificação. Em alguns estados, os campeonatos locais servem apenas como classificação para a Copa do Brasil da temporada subsequente. A federação destes estados prefere realizar algum torneio paralelo ao estadual propriamente dito, para definir seu(s) representante(s) na Série D do Campeonato Brasileiro. A CBF fez ajustes no regulamento para que as Federações estaduais definissem seus clubes representantes um ano antes da competição; assim, os campeões estaduais de 2016 garantiram vaga nas edições de 2016 e 2017 da Quarta Divisão nacional.

## Formato de disputa
Na primeira fase os 68 clubes são divididos em dezessete grupos com quatro clubes cada, organizados regionalmente. Os times jogam contra os outros do grupo, em turno e returno, num total de seis rodadas. Os primeiros colocados de cada grupo, além dos 15 melhores segundo colocados, estarão classificados para segunda fase. Desta fase em diante, todas serão em mata-mata, com o clube de melhor campanha sempre realizando a partida decisiva em seus domínios. 
Os quatro semifinalistas conquistarão o direito de disputar a Série C de 2017. Os vencedores das semifinais jogam as finais também em ida e volta, e aquele com o melhor resultado agregado será o campeão da Série D de 2016.

## Participantes
| Equipe                 | Cidade               | Estado | Como se classificou                            | Estádio (mando)           | Capacidade | Títulos        |
| ---------------------- | -------------------- | ------ | ---------------------------------------------- | ------------------------- | ---------- | -------------- |
| AA Araguaia            | Barra do Garças      | MT     | 2º melhor colocado do Estadual 2016            | Zeca Costa                | 3 000      | 0 (não possui) |
| Águia de Marabá        | Marabá               | PA     | 17º colocado da Série C de 2015                | Zinho de Oliveira         | 5 000      | 0 (não possui) |
| Altos                  | Altos                | PI     | Melhor colocado do Estadual 2016               | Lindolfo Monteiro         | 12 760     | 0 (não possui) |
| América-PE             | Recife               | PE     | 1º colocado do Grupo B do Estadual 2016        | Ademir Cunha              | 12 000     | 0 (não possui) |
| Anápolis               | Anápolis             | GO     | Melhor colocado do Estadual 2016               | Jonas Duarte              | 10 707     | 0 (não possui) |
| Aparecidense           | Aparecida de Goiânia | GO     | Melhor colocado do Estadual 2015               | Annibal Batista de Toledo | 4 800      | 0 (não possui) |
| Atlético Acreano       | Rio Branco           | AC     | Vice-campeão da Primeira Fase do Estadual 2016 | Florestão                 | 10 000     | 0 (não possui) |
| Audax                  | Osasco               | SP     | Melhor colocado do Estadual 2016               | José Liberatti            | 12 430     | 0 (não possui) |
| Baré                   | Boa Vista            | RR     | Campeão do 1º turno do Estadual 2016           | Vila Olímpica             | 500        | 0 (não possui) |
| Boavista-RJ            | Saquarema            | RJ     | 2º melhor colocado do Estadual 2016            | Nivaldão                  | 1 000      | 0 (não possui) |
| Brusque                | Brusque              | SC     | Melhor colocado do Estadual 2016               | Augusto Bauer             | 5 000      | 0 (não possui) |
| Caldense               | Poços de Caldas      | MG     | 2º melhor colocado do Estadual 2016            | Ronaldão                  | 7 600      | 0 (não possui) |
| Campinense             | Campina Grande       | PB     | Campeão do Estadual 2016                       | Amigão                    | 19 000     | 0 (não possui) |
| Caxias                 | Caxias do Sul        | RS     | 19º colocado da Série C de 2015                | Centenário                | 22 132     | 0 (não possui) |
| Ceilândia              | Ceilândia            | DF     | Vice-campeão do Metropolitano 2016             | Abadião                   | 3 000      | 0 (não possui) |
| Central                | Caruaru              | PE     | 1º colocado do Grupo A do Estadual 2016        | Luiz José de Lacerda      | 19 478     | 0 (não possui) |
| Comercial-MS           | Campo Grande         | MS     | Vice-campeão do Estadual 2016                  | Moreninhas                | 4 500      | 0 (não possui) |
| CSA                    | Maceió               | AL     | Melhor colocado do Estadual 2016               | Rei Pelé                  | 17 126     | 0 (não possui) |
| Desportiva Ferroviária | Cariacica            | ES     | Campeão do Estadual 2016                       | Engenheiro Araripe        | 7 700      | 0 (não possui) |
| Espírito Santo         | Vitória              | ES     | Vice-campeão do Estadual 2016                  | Engenheiro Araripe        | 7 700      | 0 (não possui) |
| Fluminense de Feira    | Feira de Santana     | BA     | Campeão da Copa Governador 2015                | Joia da Princesa          | 19 274     | 0 (não possui) |
| Galícia                | Salvador             | BA     | 2° melhor colocado do Estadual 2016            | José Rocha                | 5 000      | 0 (não possui) |
| Genus                  | Porto Velho          | RO     | Vice-campeão do 1º turno do Estadual 2016      | Aluizão                   | 5 000      | 0 (não possui) |
| Globo                  | Ceará-Mirim          | RN     | Melhor colocado do Estadual 2016               | Barretão                  | 10 068     | 0 (não possui) |
| Goianésia              | Goianésia            | GO     | 2º melhor colocado do Estadual 2015            | Valdeir José de Oliveira  | 4 000      | 0 (não possui) |
| Guarani de Juazeiro    | Juazeiro do Norte    | CE     | 2º melhor colocado do Estadual 2016            | Romeirão                  | 15 000     | 0 (não possui) |
| Icasa                  | Juazeiro do Norte    | CE     | 20º colocado da Série C de 2015                | Romeirão                  | 15 000     | 0 (não possui) |
| Inter de Lages         | Lages                | SC     | 2º melhor colocado do Estadual 2016            | Vidal Ramos Júnior        | 6 000      | 0 (não possui) |
| Itabaiana              | Itabaiana            | SE     | Vice-campeão do Estadual 2016                  | Etelvino Mendonça         | 10 000     | 0 (não possui) |
| Ituano                 | Itu                  | SP     | Vice-campeão da Copa Paulista de 2015          | Novelli Júnior            | 18 560     | 0 (não possui) |
| J.Malucelli            | Curitiba             | PR     | 2º melhor colocado do Estadual 2016            | Eco-Estádio               | 4 200      | 0 (não possui) |
| Juazeirense            | Juazeiro             | BA     | Melhor colocado do Estadual 2016               | Adauto Moraes             | 8 000      | 0 (não possui) |
| Linense                | Lins                 | SP     | Campeão da Copa Paulista de 2015               | Gilbertão (SP)            | 15 770     | 0 (não possui) |
| Luziânia               | Luziânia             | DF     | Campeão do Metropolitano 2016                  | Serra do Lago             | 12 300     | 0 (não possui) |
| Madureira              | Rio de Janeiro       | RJ     | 18º colocado da Série C de 2015                | Conselheiro Galvão        | 2 136      | 0 (não possui) |
| Maranhão               | São Luís             | MA     | 2º melhor colocado do Estadual 2016            | Castelão                  | 40 149     | 0 (não possui) |
| Maringá                | Maringá              | PR     | Campeão da Taça FPF de 2015                    | Willie Davids             | 20 000     | 0 (não possui) |
| Metropolitano          | Blumenau             | SC     | 3º melhor colocado do Estadual 2016            | Bernardo Werner           | 3 624      | 0 (não possui) |
| Moto Club              | São Luís             | MA     | Campeão do Estadual 2016                       | Castelão                  | 40 149     | 0 (não possui) |
| Murici                 | Murici               | AL     | 2º melhor colocado do Estadual 2016            | José Gomes da Costa       | 3 500      | 0 (não possui) |
| Nacional-AM            | Manaus               | AM     | Campeão do Estadual 2015                       | Arena da Amazônia         | 44 000     | 0 (não possui) |
| Náutico-RR             | Caracaraí            | RR     | Vice-campeão do 1º turno do Estadual 2016      | Vila Olímpica             | 500        | 0 (não possui) |
| Novo Hamburgo          | Novo Hamburgo        | RS     | 2º melhor colocado do Estadual 2016            | Estádio do Vale           | 5 196      | 0 (não possui) |
| Palmas[a]              | Palmas               | TO     | 3º colocado no Estadual 2015                   | Nilton Santos             | 10 000     | 0 (não possui) |
| Parnahyba              | Parnaíba             | PI     | 2º melhor colocado do Estadual 2016            | Piscinão                  | 4 146      | 0 (não possui) |
| Portuguesa-RJ          | Rio de Janeiro       | RJ     | Vice-campeão da Copa Rio de 2015               | Luso Brasileiro           | 4 697      | 0 (não possui) |
| Potiguar de Mossoró    | Mossoró              | RN     | 2º melhor colocado do Estadual 2016            | Nogueirão                 | 10 000     | 0 (não possui) |
| Princesa do Solimões   | Manacapuru           | AM     | Vice-campeão do Estadual 2015                  | Gilbertão (AM)            | 15 000     | 0 (não possui) |
| PSTC                   | Londrina             | PR     | Melhor colocado do Estadual 2016               | Ubirajara Medeiros        | 6 000      | 0 (não possui) |
| Rio Branco-AC          | Rio Branco           | AC     | Campeão da Primeira Fase do Estadual 2016      | Arena da Floresta         | 20 000     | 0 (não possui) |
| Rondoniense            | Porto Velho          | RO     | Campeão do 1º turno do Estadual 2016           | Aluizão                   | 5 000      | 0 (não possui) |
| Santos-AP              | Macapá               | AP     | Campeão do Estadual 2015                       | Zerão                     | 13 680     | 0 (não possui) |
| São Bento              | Sorocaba             | SP     | 2º melhor colocado do Estadual 2016            | Walter Ribeiro            | 13 772     | 0 (não possui) |
| São Francisco-PA       | Santarém             | PA     | Vice-campeão do Estadual 2016                  | Colosso do Tapajós        | 12 000     | 0 (não possui) |
| São José-RS            | Porto Alegre         | RS     | Campeão da Super Copa Gaúcha de 2015           | Passo d'Areia             | 14 000     | 0 (não possui) |
| São Paulo-RS           | Rio Grande           | RS     | Melhor colocado do Estadual 2016               | Aldo Dapuzzo              | 3 500      | 0 (não possui) |
| São Raimundo-PA        | Santarém             | PA     | 2º melhor colocado do Estadual 2016            | Colosso do Tapajós        | 12 000     | 1 (2009)       |
| Sergipe                | Aracaju              | SE     | Campeão do Estadual 2016                       | Batistão                  | 15 586     | 0 (não possui) |
| Serra Talhada          | Serra Talhada        | PE     | 3º melhor colocado do Estadual 2016            | Pereirão                  | 5 000      | 0 (não possui) |
| Sete de Dourados       | Dourados             | MS     | Campeão do Estadual 2016                       | Douradão                  | 30 000     | 0 (não possui) |
| Sinop                  | Sinop                | MT     | Melhor colocado do Estadual 2016               | Gigante do Norte          | 13 000     | 0 (não possui) |
| Sousa                  | Sousa                | PB     | 2º melhor colocado do Estadual 2016            | Marizão                   | 5 400      | 0 (não possui) |
| Tocantinópolis         | Tocantinópolis       | TO     | Campeão do Estadual 2015                       | Ribeirão (TO)             | 10 000     | 0 (não possui) |
| Trem                   | Macapá               | AP     | Vice-campeão do Estadual 2015                  | Zerão                     | 13 680     | 0 (não possui) |
| Atlético Cearense      | Fortaleza            | CE     | Vice-campeão do Estadual 2016                  | Presidente Vargas         | 20 268     | 0 (não possui) |
| URT                    | Patos de Minas       | MG     | Melhor colocado do Estadual 2016               | Zama Maciel               | 4 858      | 0 (não possui) |
| Villa Nova             | Nova Lima            | MG     | 3º melhor colocado do Estadual 2016            | Castor Cifuentes          | 5 160      | 0 (não possui) |
| Volta Redonda          | Volta Redonda        | RJ     | Melhor colocado do Estadual 2016               | Raulino de Oliveira       | 20 255     | 0 (não possui) |

a. ^  O Interporto, vice-campeão do Estadual 2015, desistiu da vaga, que foi repassada ao Palmas (3º colocado).

## Estádios

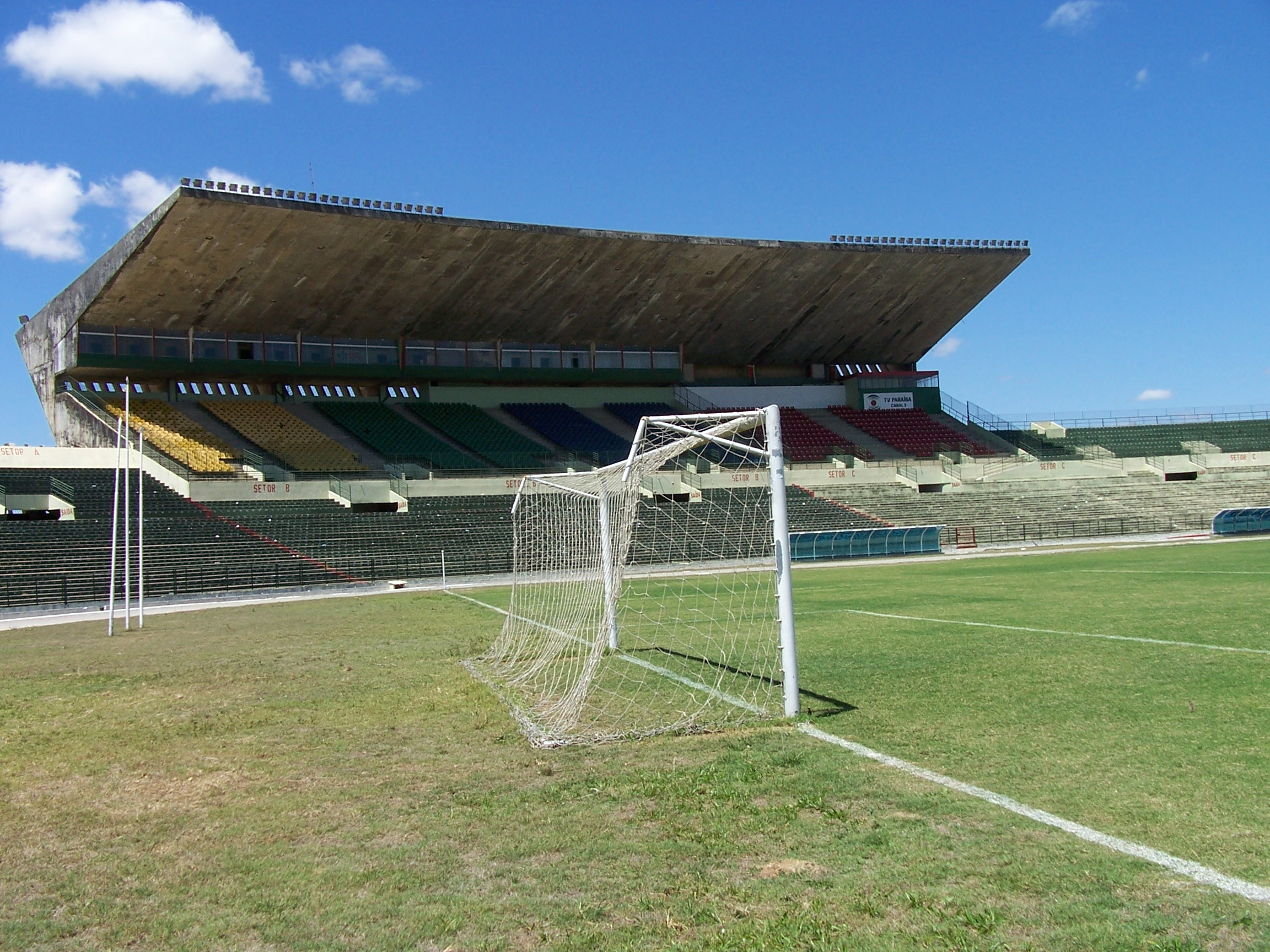
Amigão
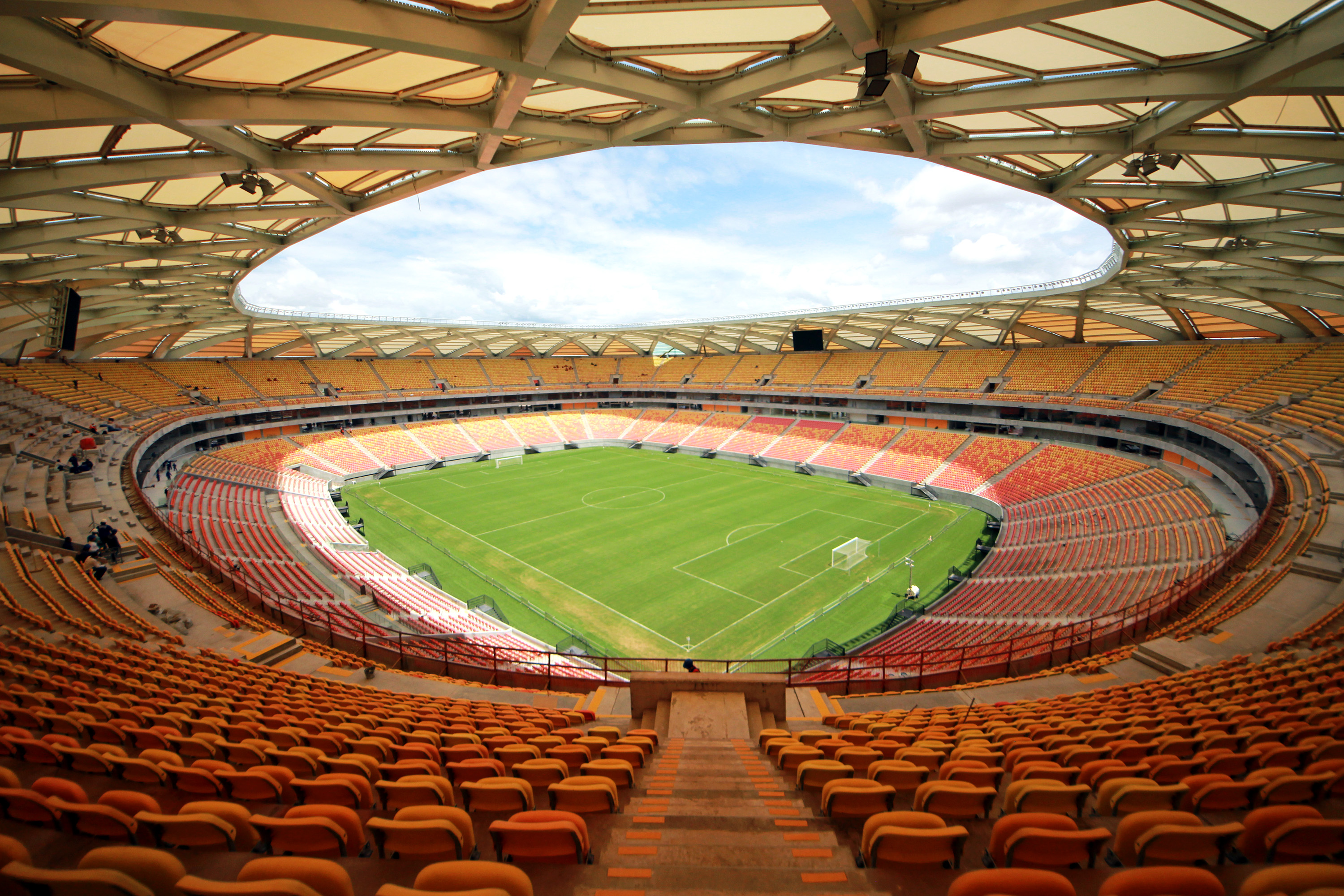
Arena da Amazônia
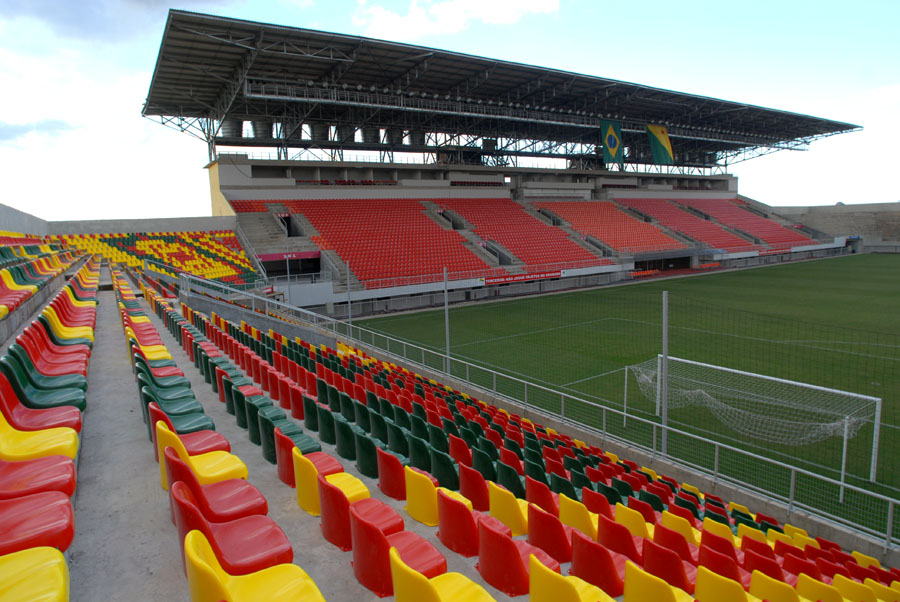
Arena da Floresta
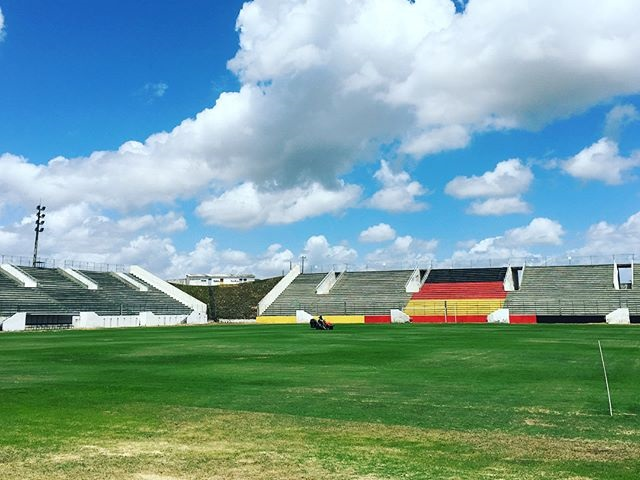
Barretão
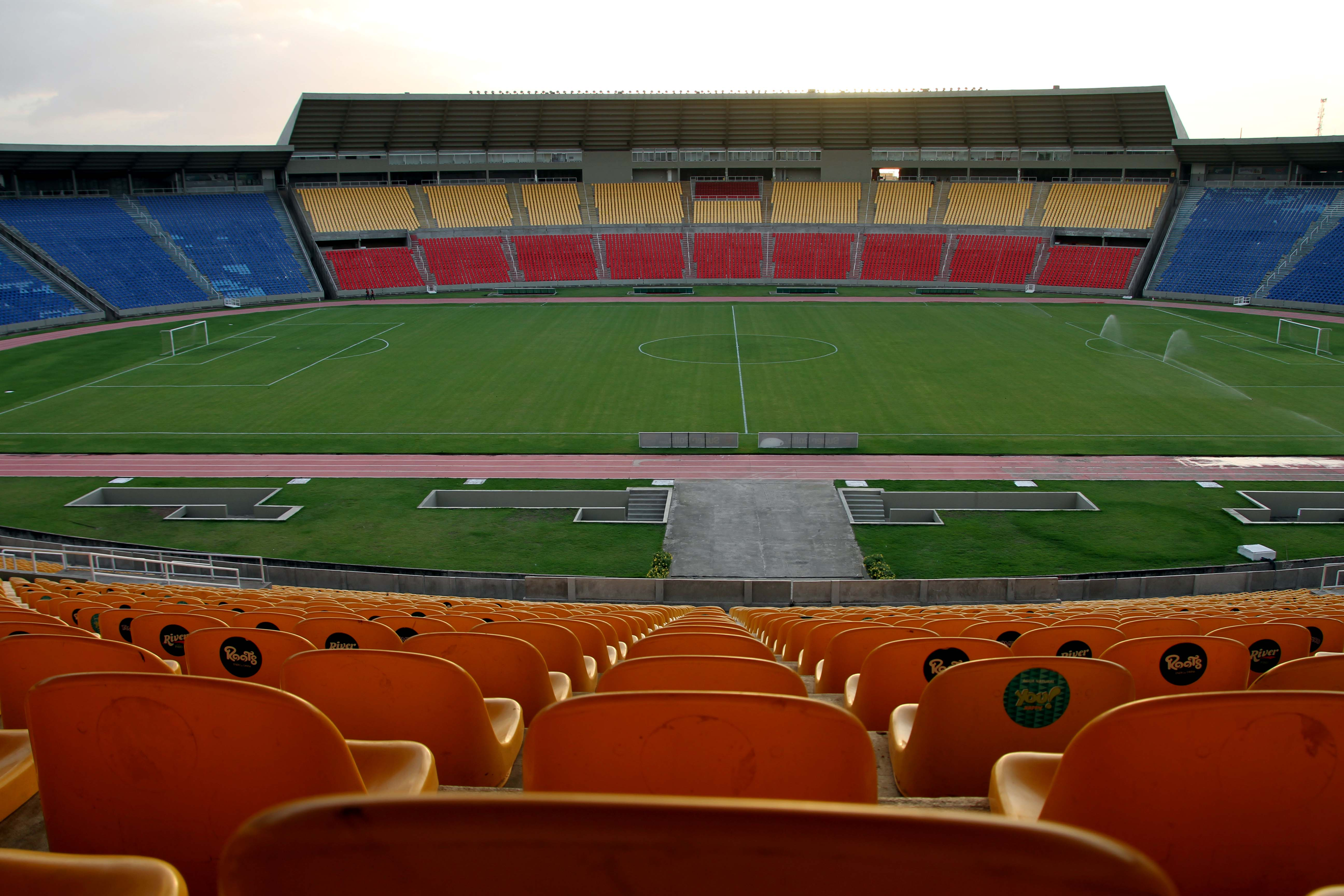
Castelão
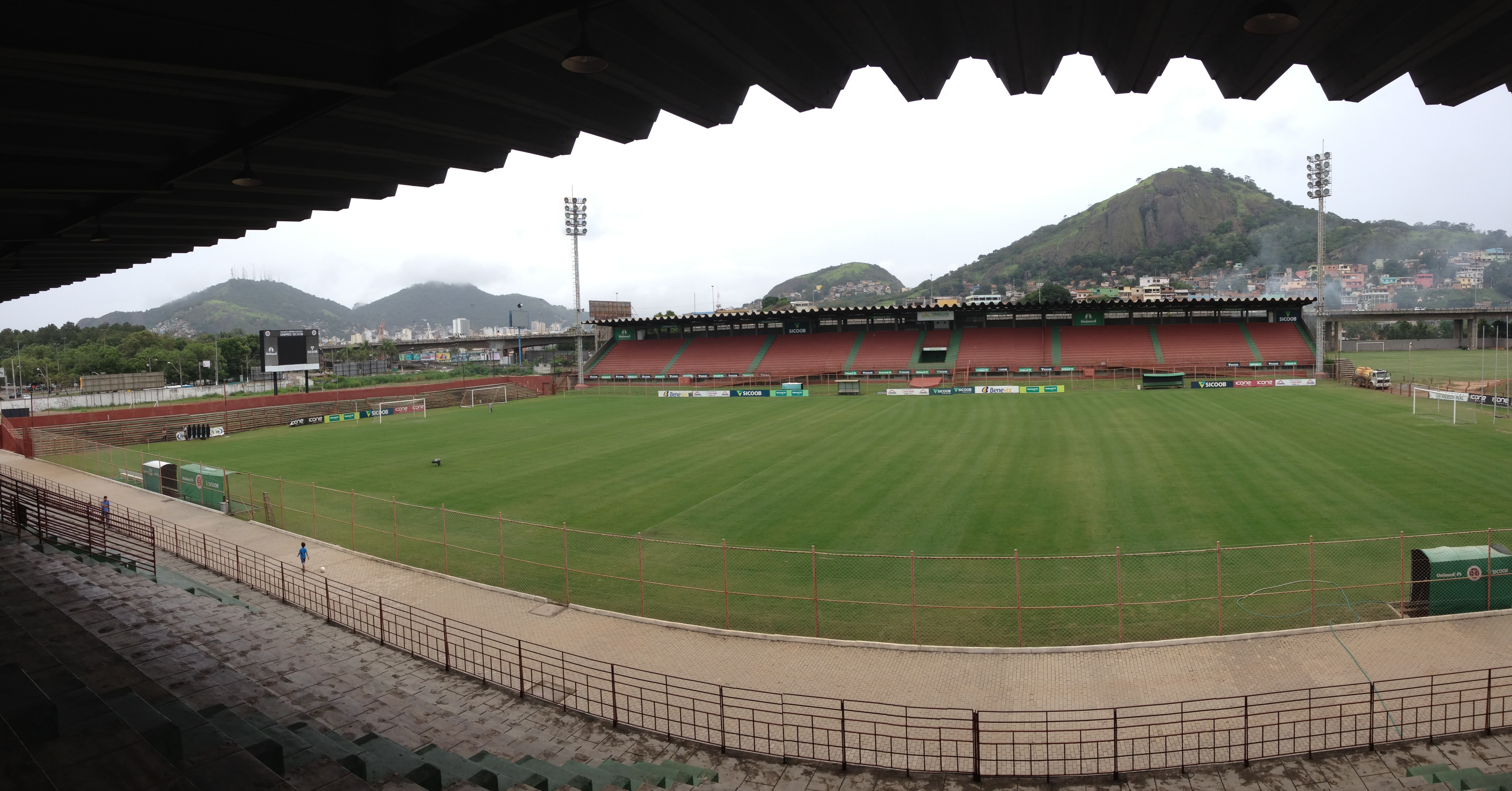
Engenheiro Araripe
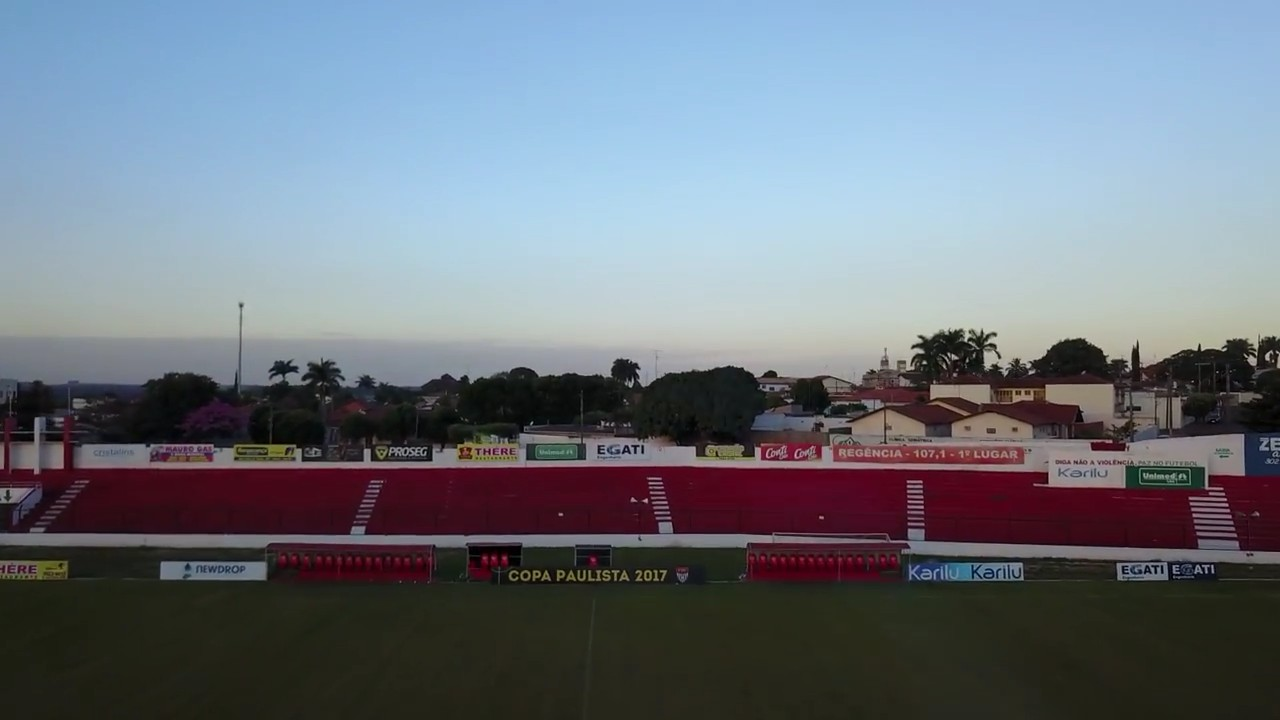
Gilbertão (SP)
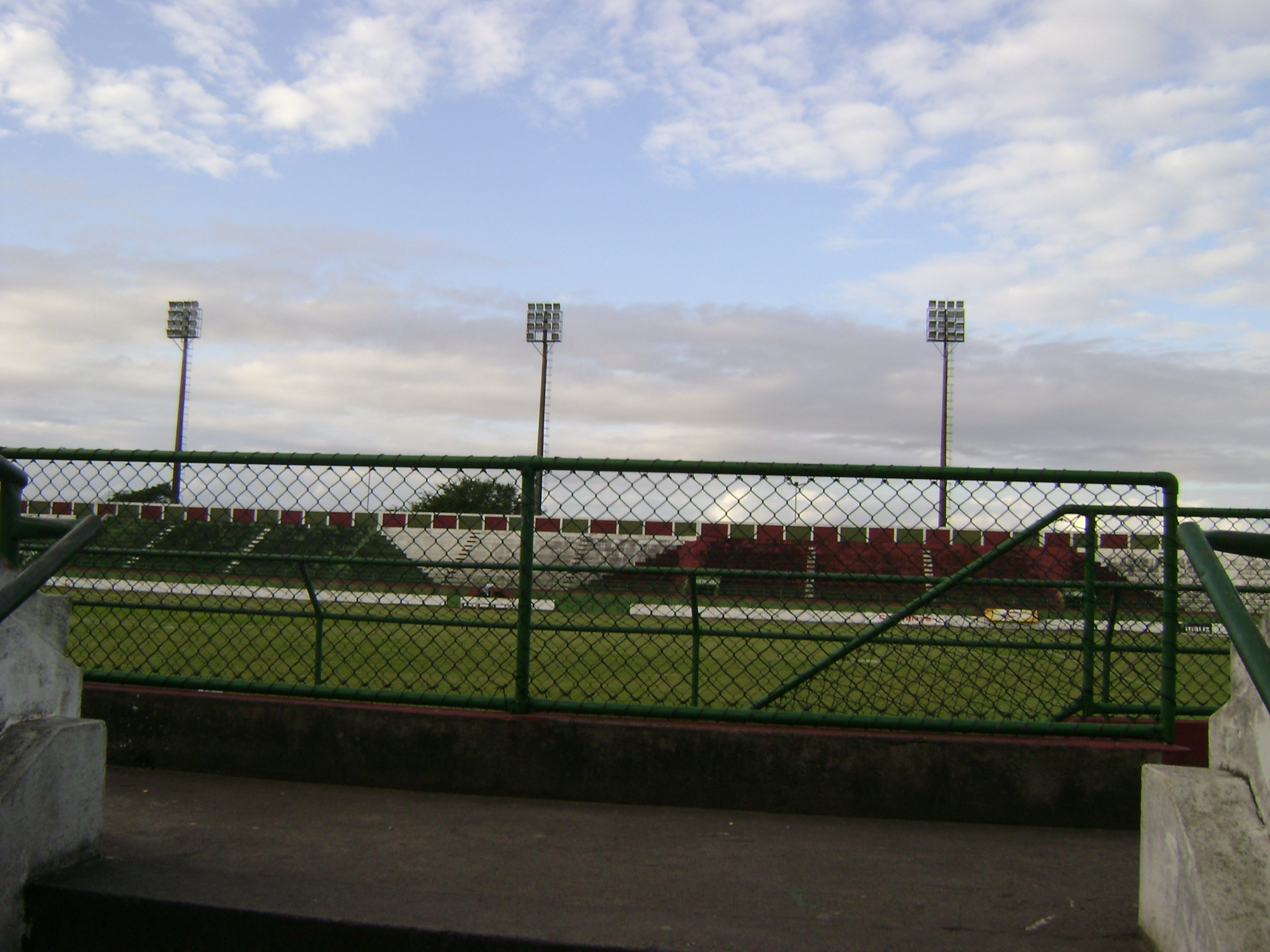
Joia da Princesa
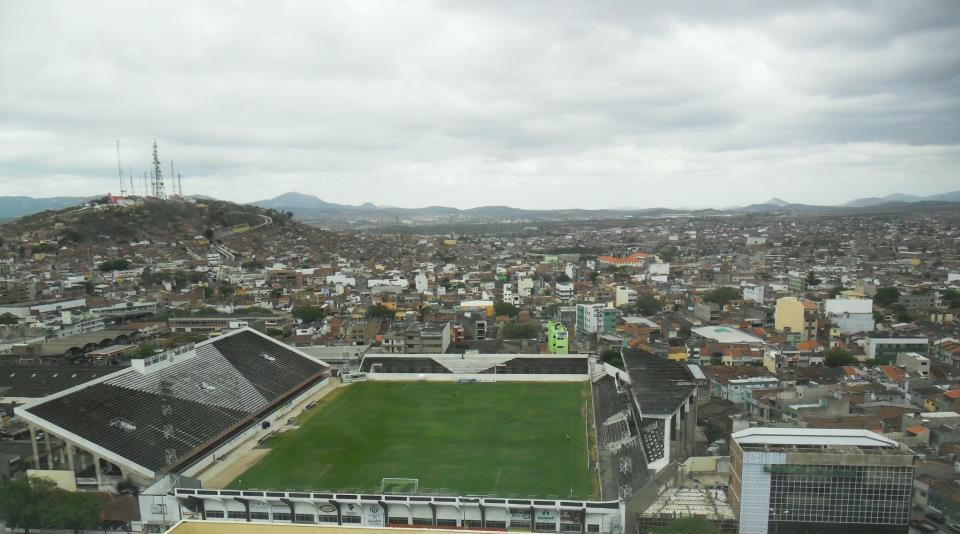
Luiz José de Lacerda
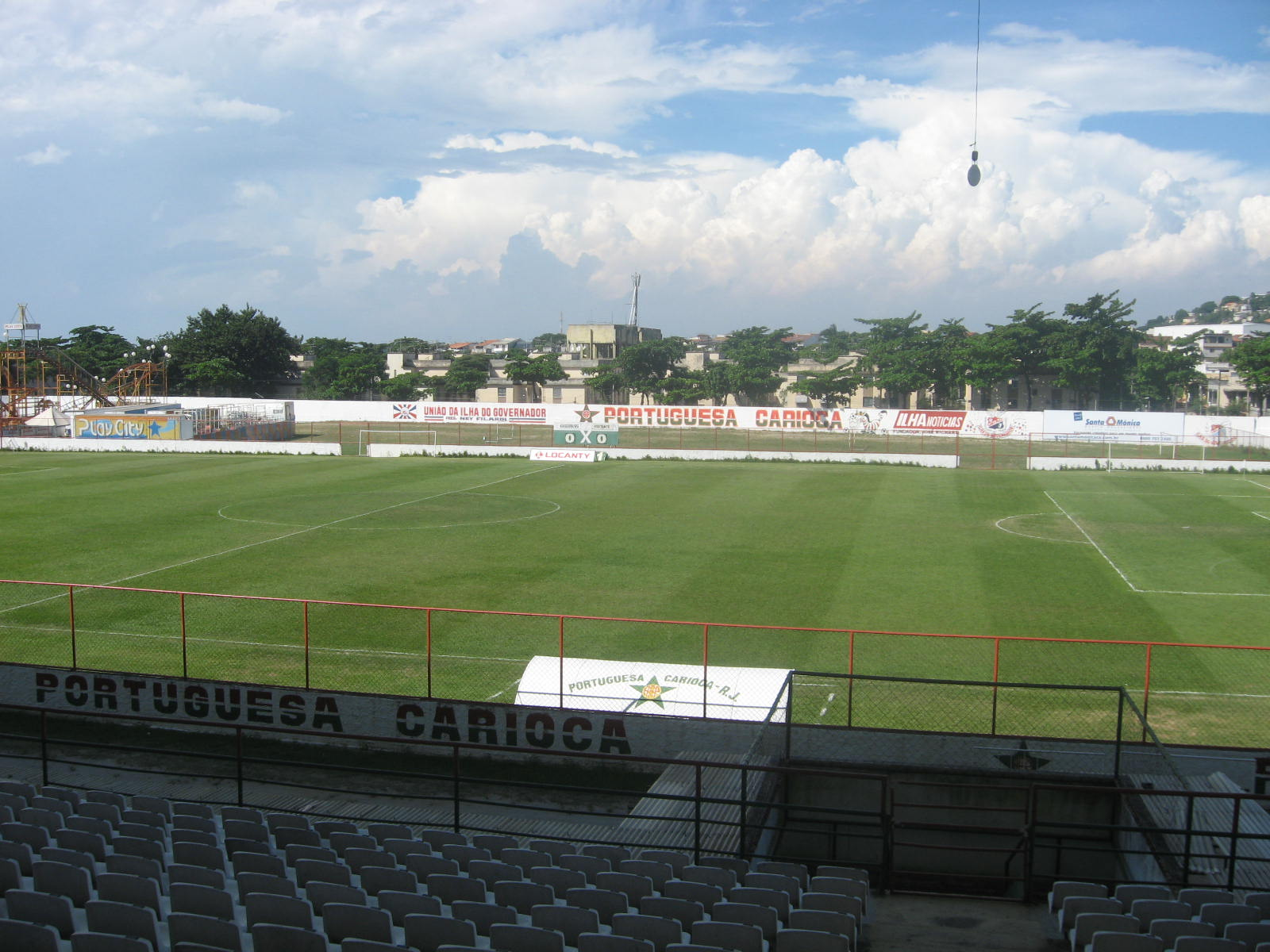
Luso Brasileiro
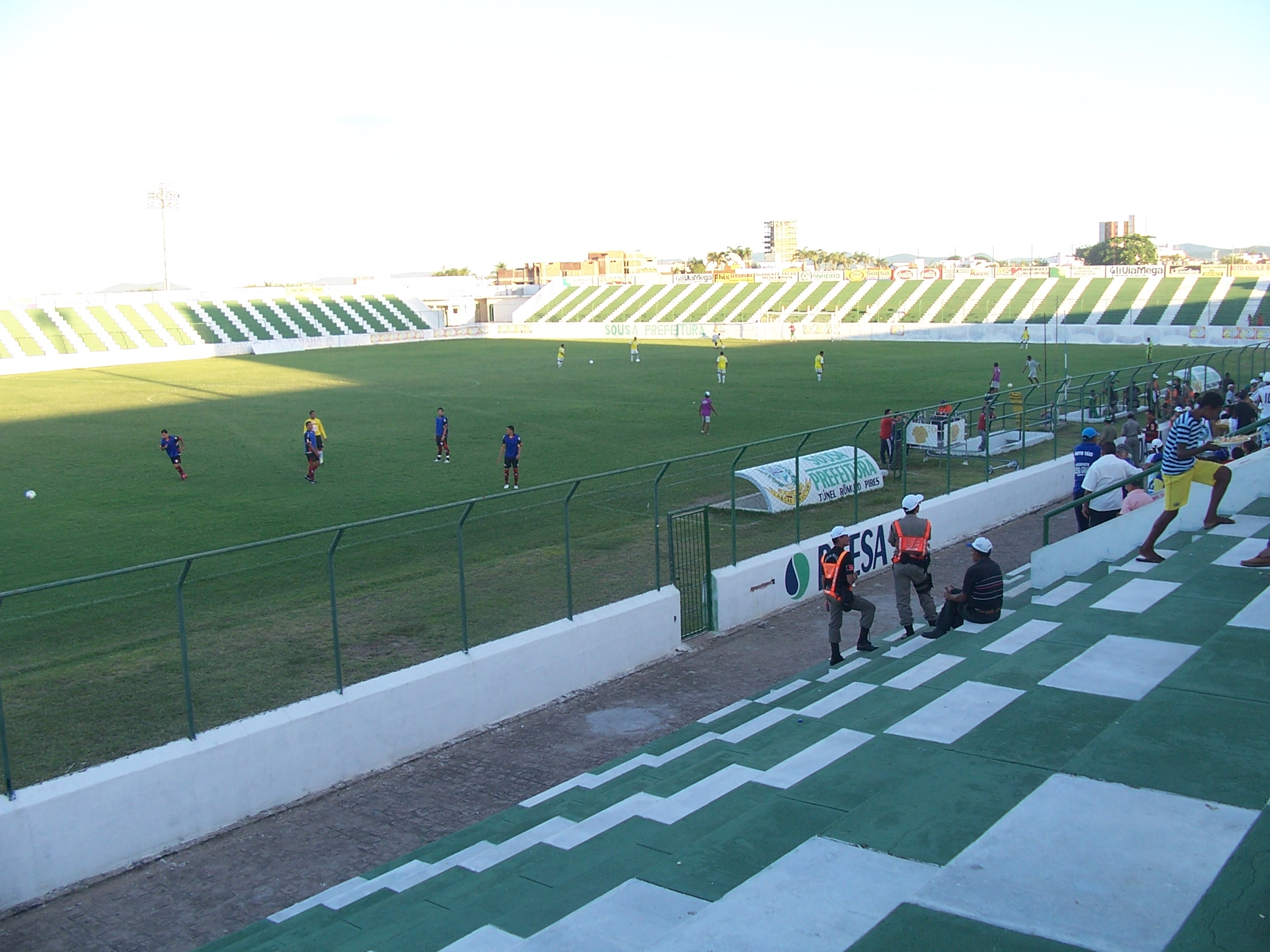
Marizão
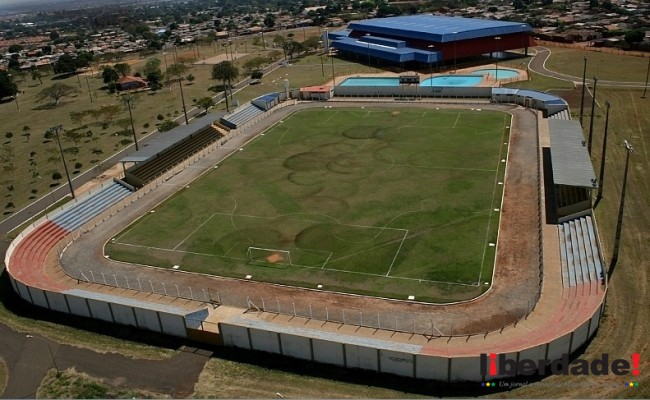
Moreninhas
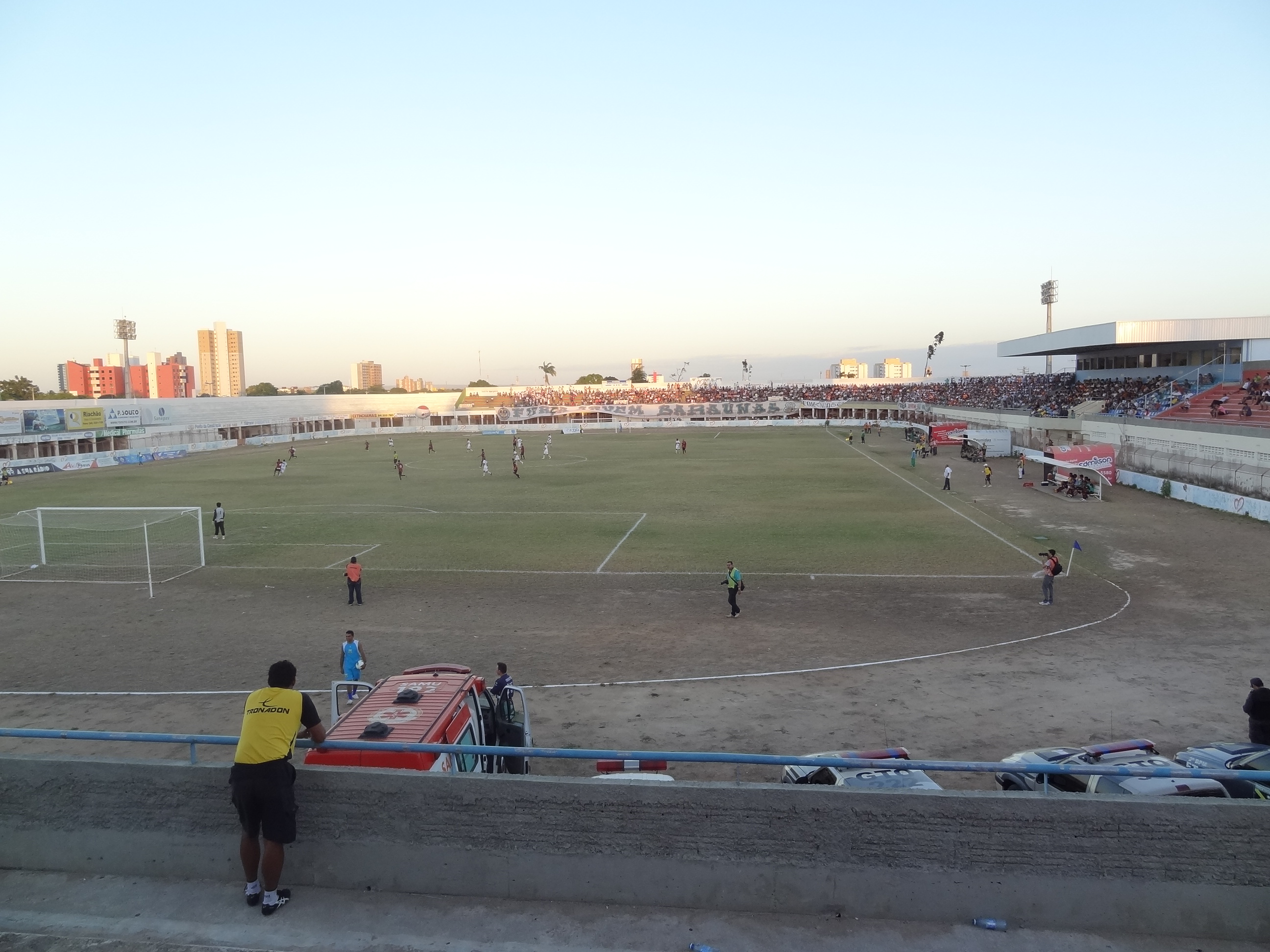
Nogueirão
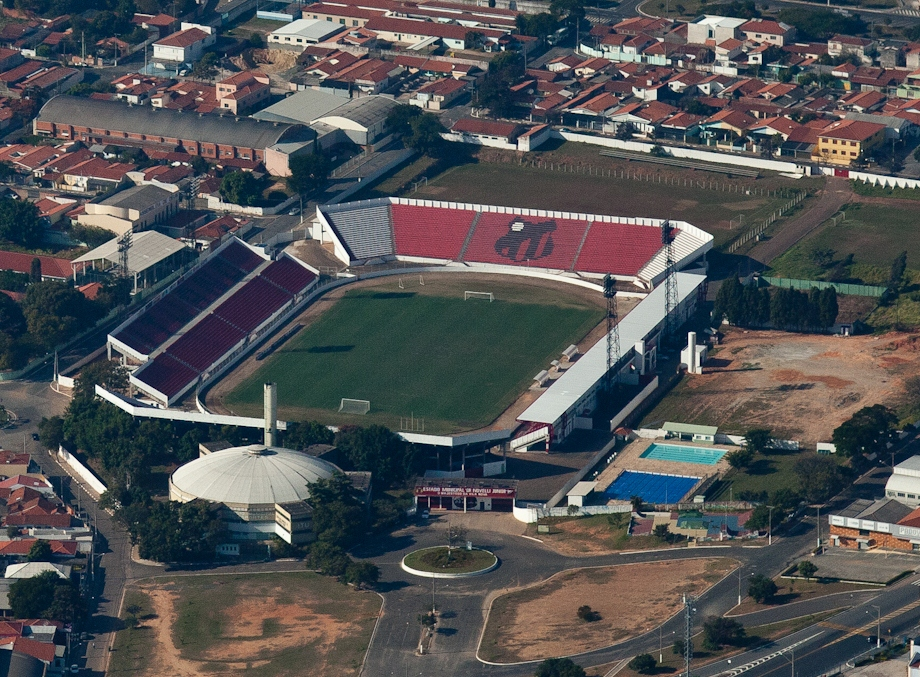
Novelli Júnior
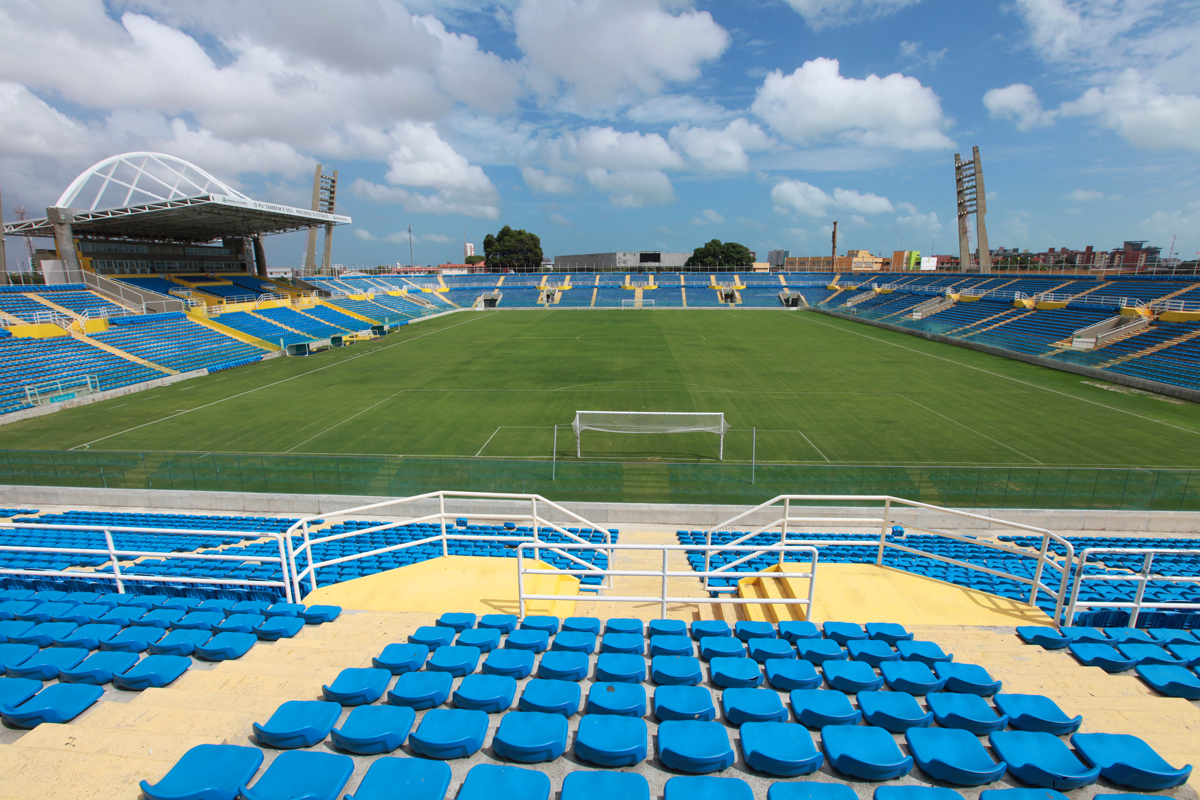
Presidente Vargas
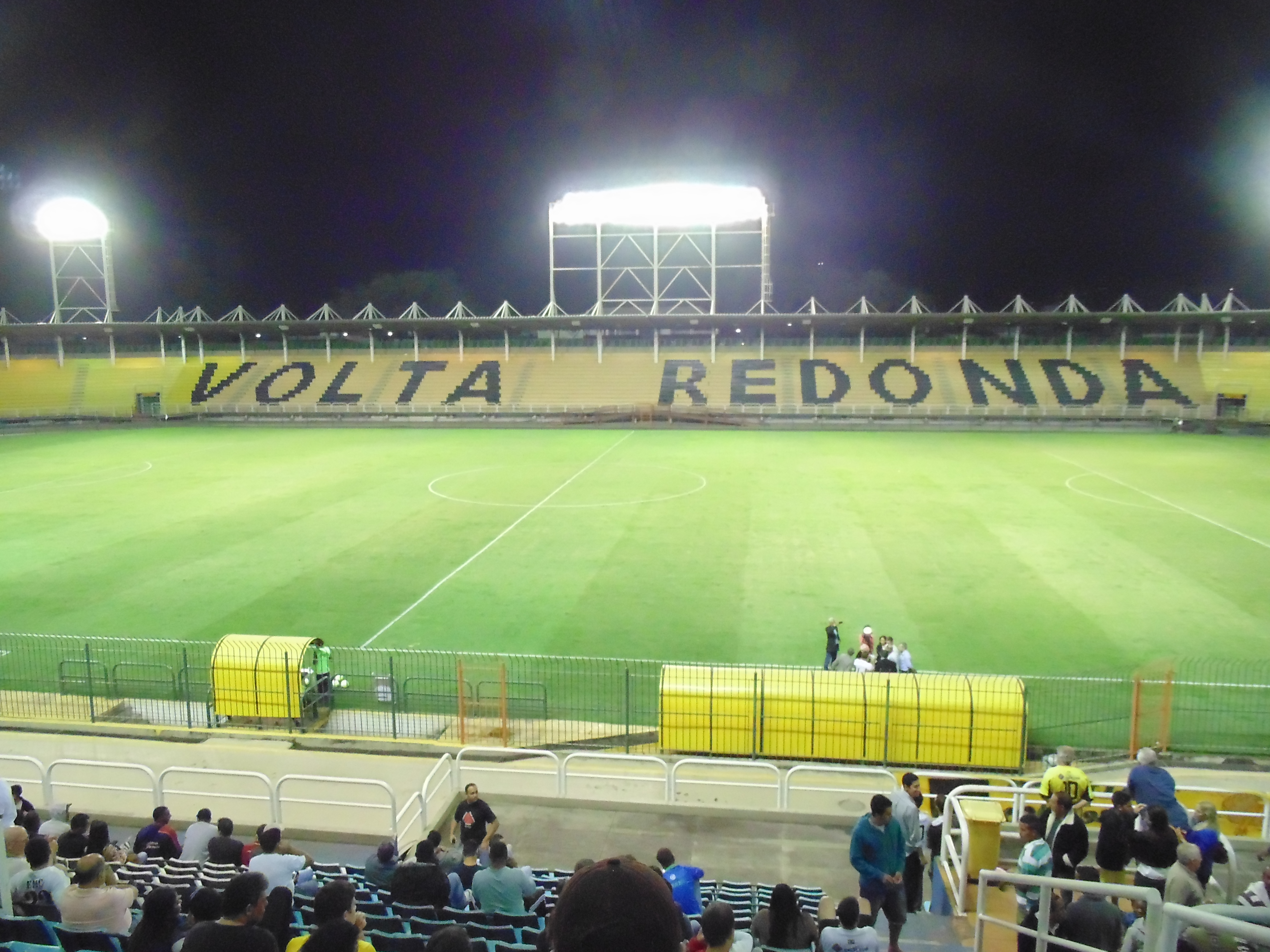
Raulino de Oliveira
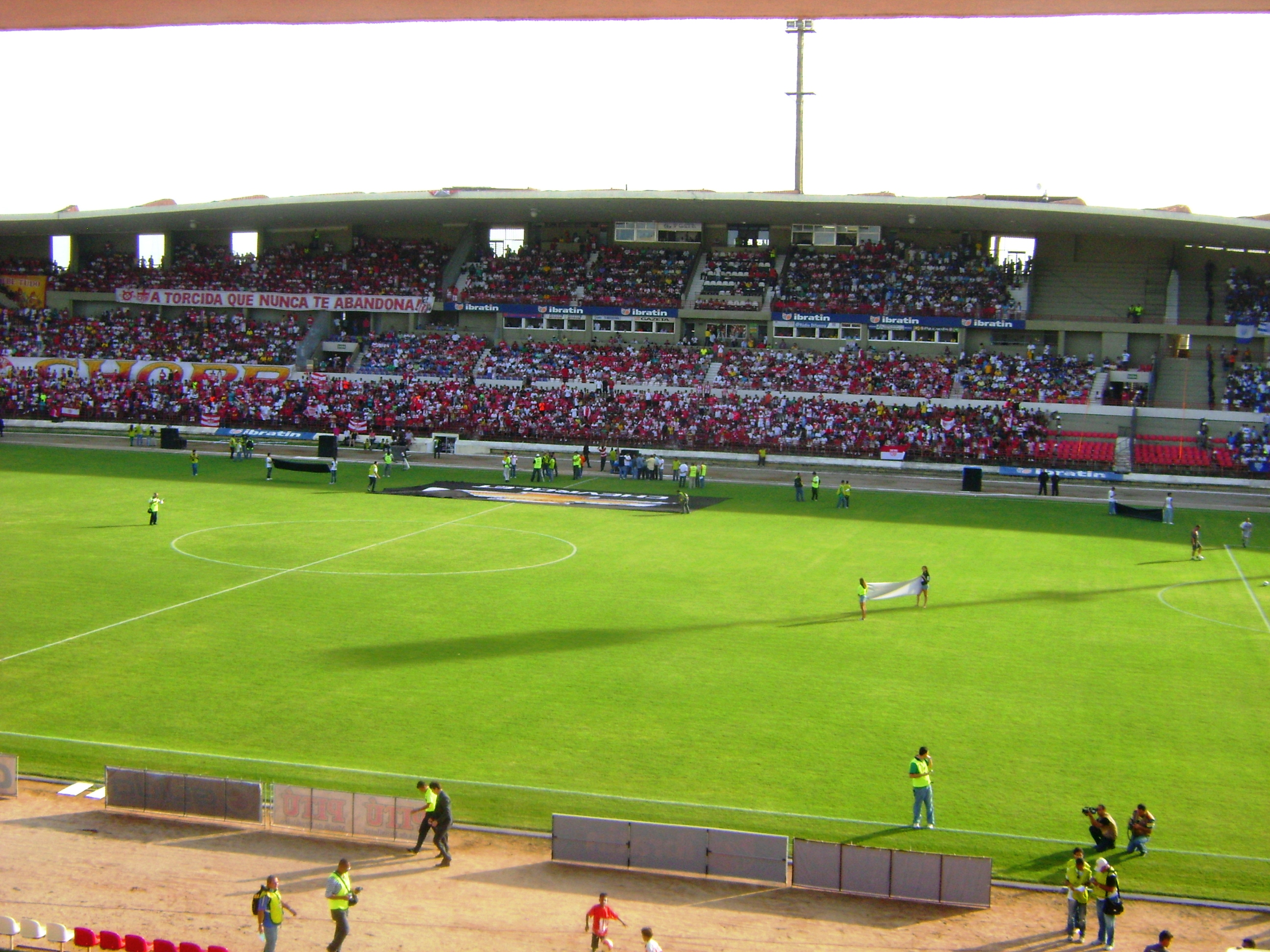
Rei Pelé
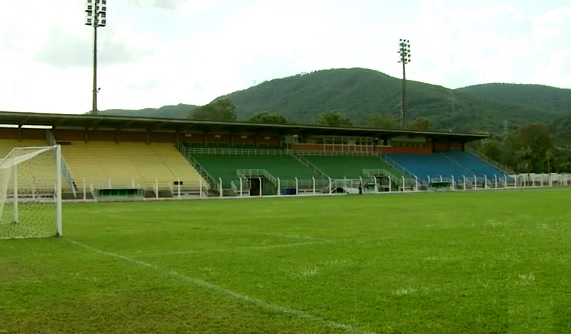
Ronaldão
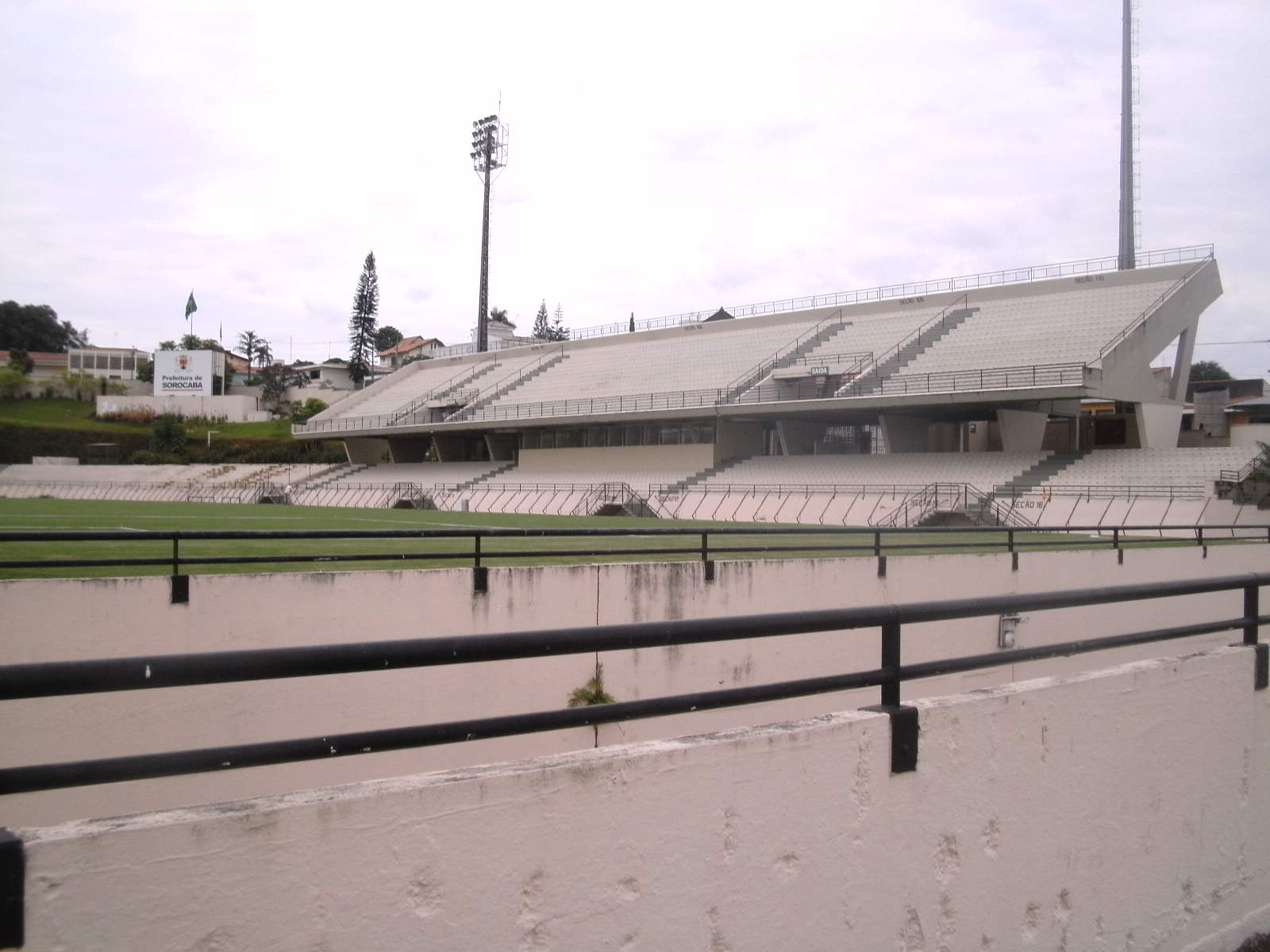
Walter Ribeiro
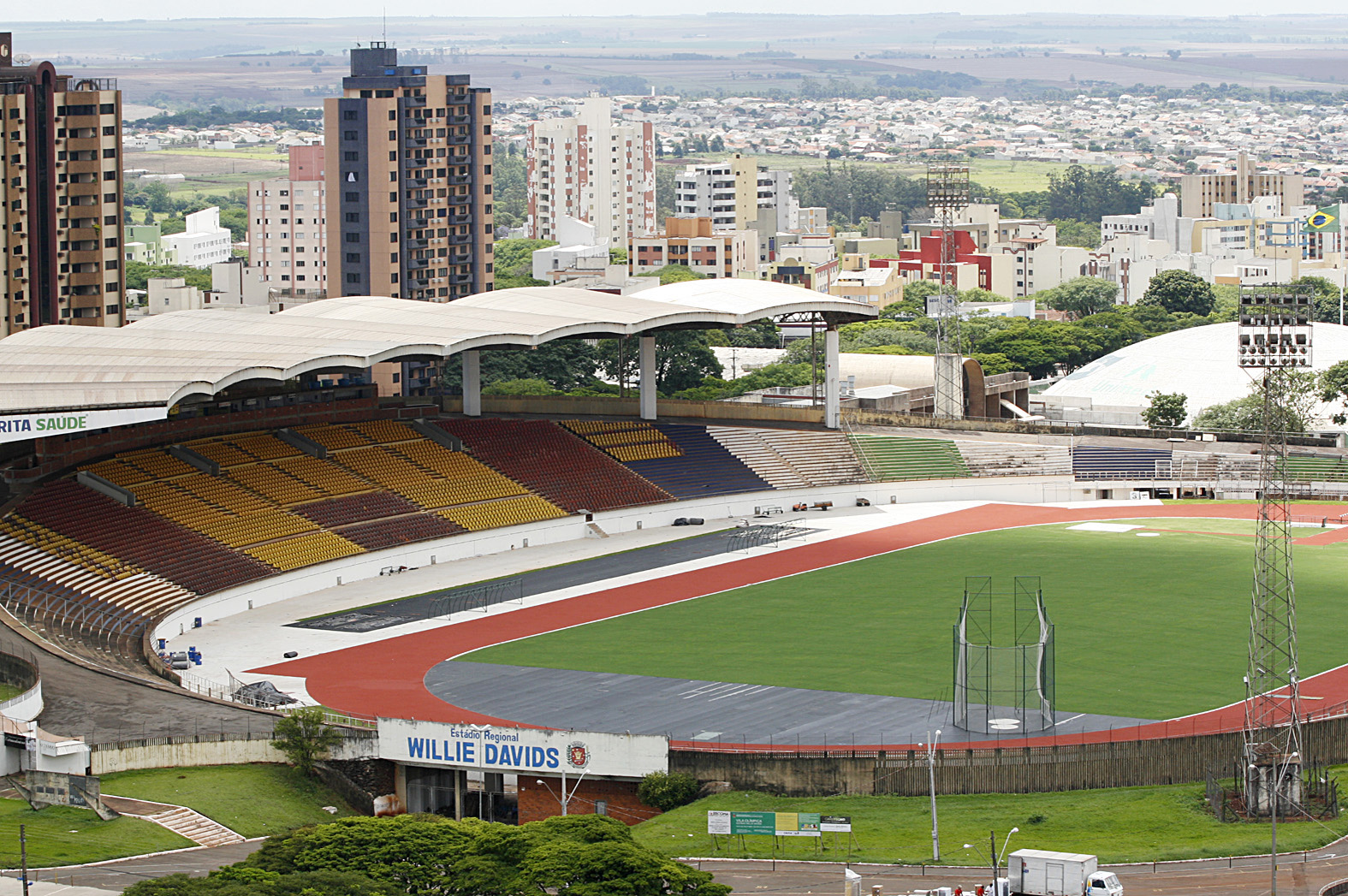
Willie Davids
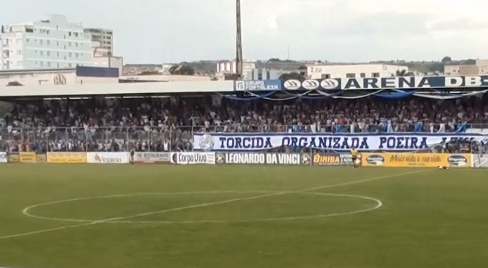
Zama Maciel
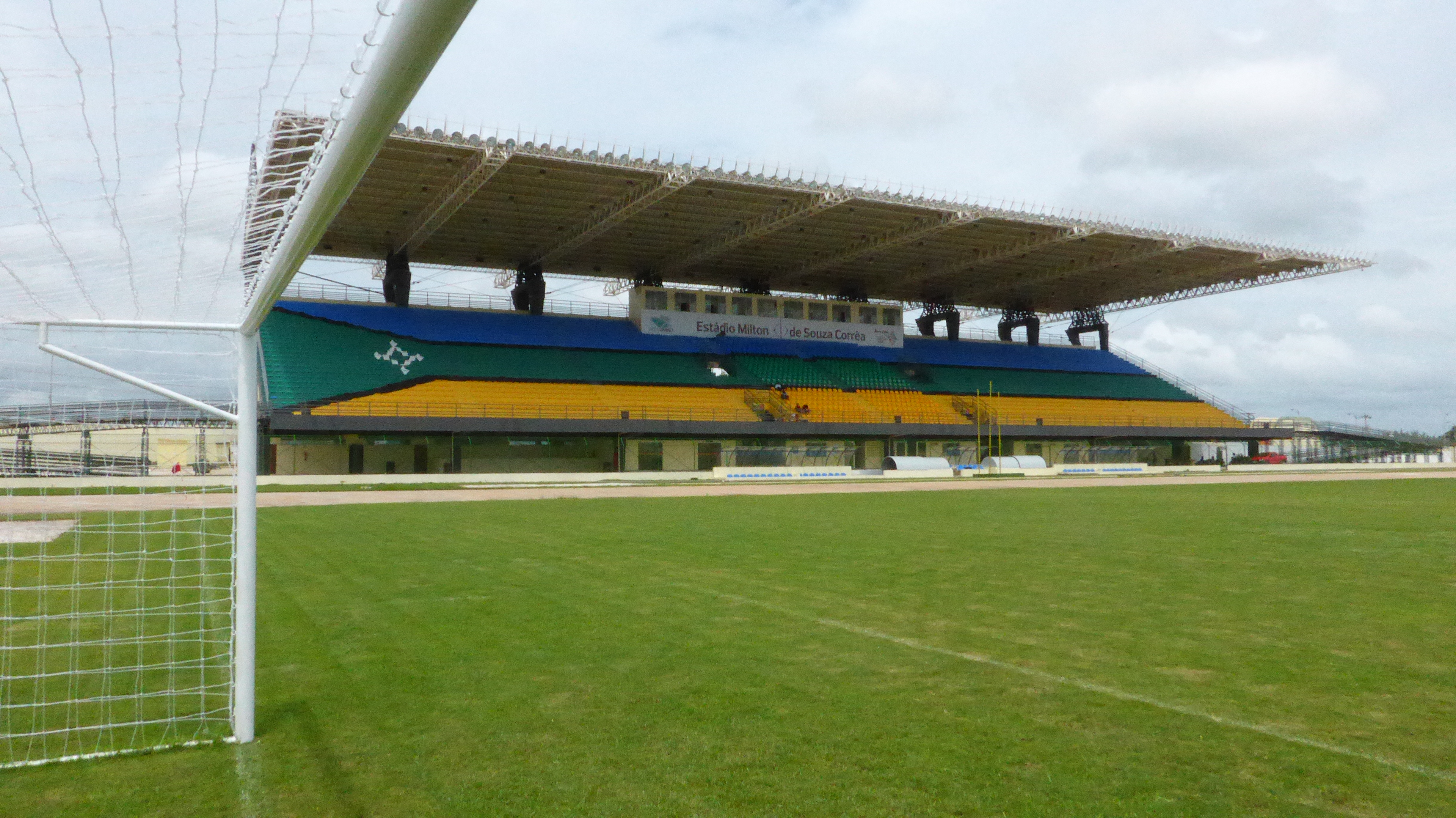
Zerão

### Outros estádios
Além dos estádios de mando usual, outros estádios foram utilizados devido a punições de perda de mando de campo impostas pelo Superior Tribunal de Justiça Desportiva ou por conta de problemas de interdição dos estádios usuais ou simplesmente por opção dos clubes em mandar seus jogos em outros locais, geralmente buscando uma melhor renda.

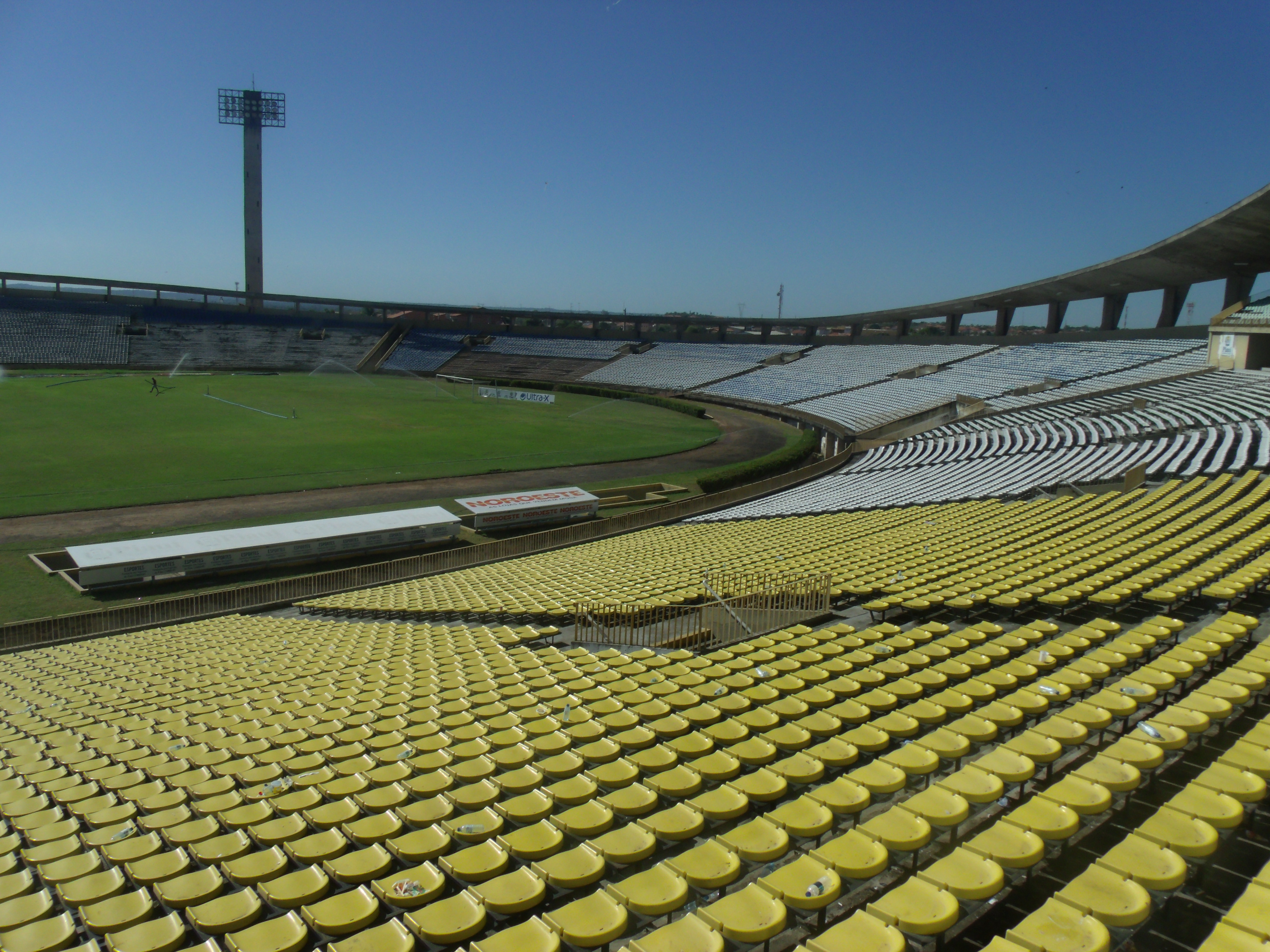
Albertão (Teresina)
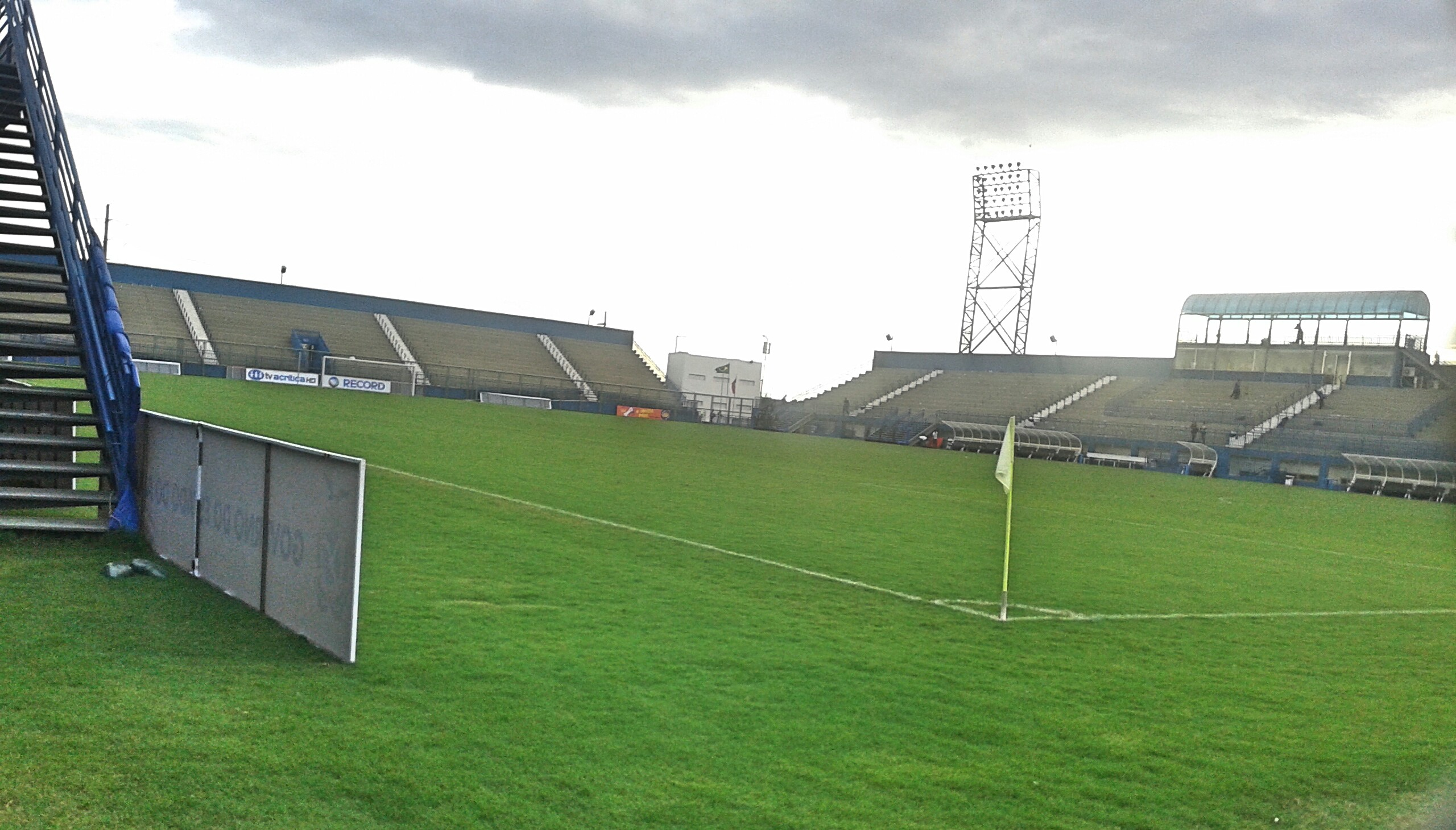
Colina (Manaus)
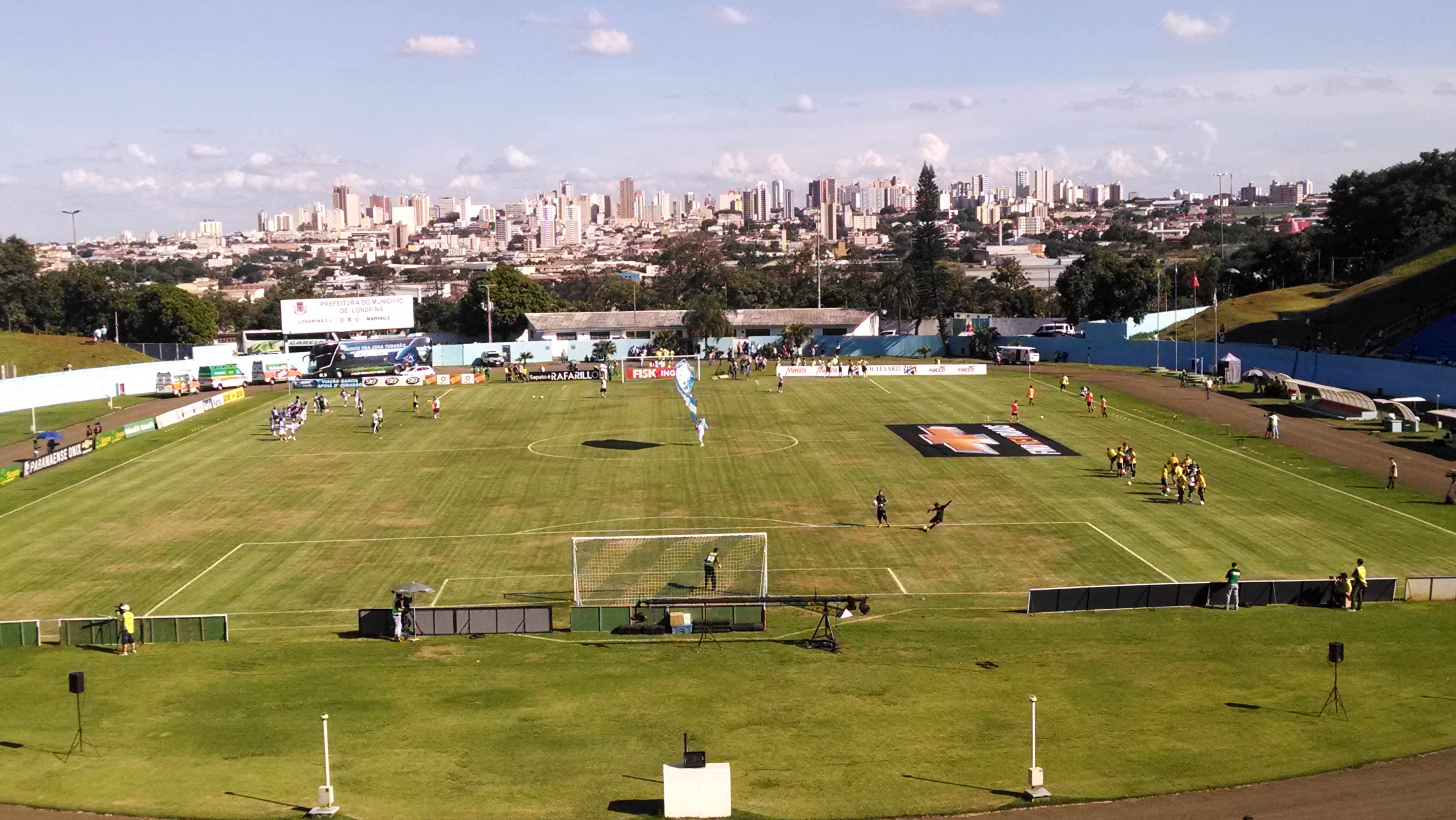
Estádio do Café (Londrina)
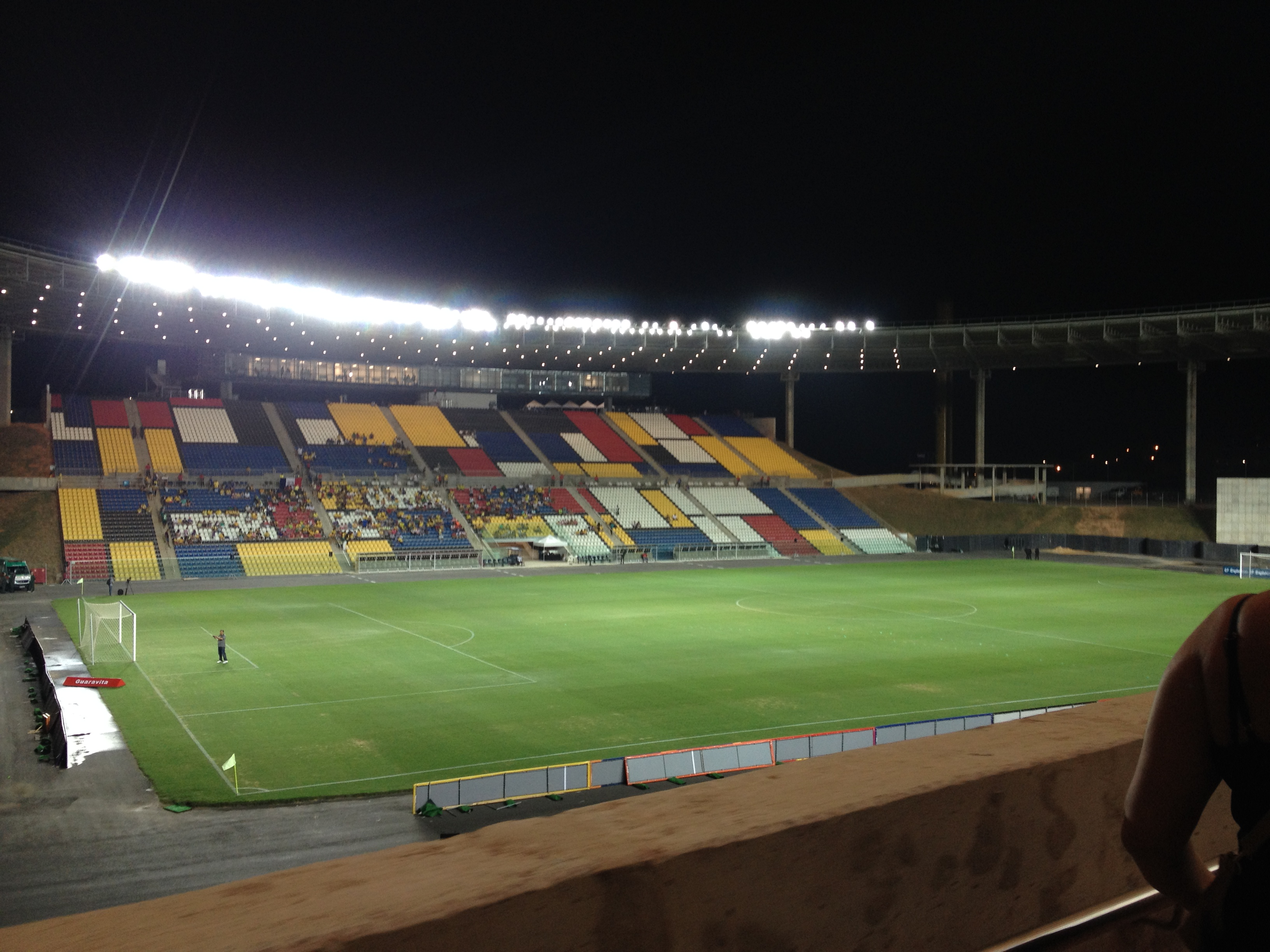
Kleber Andrade (Cariacica)
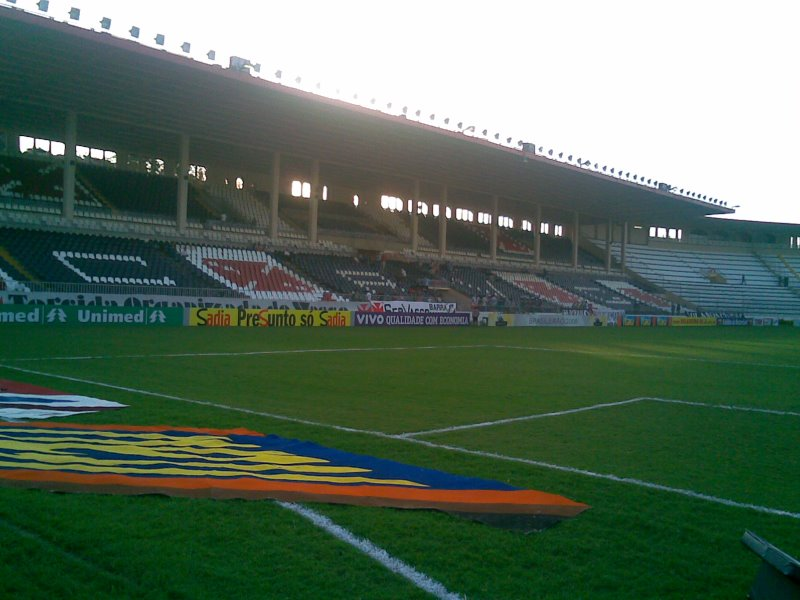
São Januário (Rio de Janeiro)

## Primeira fase
A CBF divulgou a tabela oficial no dia 13 de maio e agrupou as equipes de forma regionalizada.

### Grupo A1
| Pos | Equipes          | Pts | J | V | E | D | GP | GC | SG |
| --- | ---------------- | --- | - | - | - | - | -- | -- | -- |
| 1   | Atlético Acreano | 14  | 6 | 4 | 2 | 0 | 15 | 7  | +8 |
| 2   | Nacional-AM      | 8   | 6 | 2 | 2 | 2 | 8  | 8  | 0  |
| 3   | Genus            | 7   | 6 | 2 | 1 | 3 | 5  | 9  | –4 |
| 4   | Trem             | 4   | 6 | 1 | 1 | 4 | 5  | 9  | –4 |

|                  | AAC | GEN | NAM | TRM |
| ---------------- | --- | --- | --- | --- |
| Atlético Acreano | —   | 4–0 | 2–1 | 4–2 |
| Genus            | 1–1 | —   | 1–0 | 2–0 |
| Nacional-AM      | 3–3 | 2–1 | —   | 2–1 |
| Trem             | 0–1 | 2–0 | 0–0 | —   |

|  |                                                                          |
|  | Zona de classificação para a próxima fase                                |
|  | Zona de classificação para o índice técnico (15 melhores se classificam) |

### Grupo A2
| Pos | Equipes              | Pts | J | V | E | D | GP | GC | SG |
| --- | -------------------- | --- | - | - | - | - | -- | -- | -- |
| 1   | Princesa do Solimões | 13  | 6 | 4 | 1 | 1 | 11 | 5  | +6 |
| 2   | Palmas               | 10  | 6 | 3 | 1 | 2 | 13 | 10 | +3 |
| 3   | São Francisco-PA     | 5   | 6 | 1 | 2 | 3 | 10 | 12 | –2 |
| 4   | Baré                 | 01  | 6 | 0 | 4 | 2 | 6  | 13 | –7 |

|                      | BAR | PMS | PSO | SFR |
| -------------------- | --- | --- | --- | --- |
| Baré                 | —   | 1–1 | 0–4 | 2–2 |
| Palmas               | 4–1 | —   | 2–3 | 4–2 |
| Princesa do Solimões | 0–0 | 2–0 | —   | 2–0 |
| São Francisco-PA     | 2–2 | 1–2 | 3–0 | —   |

|  |                                                                          |
|  | Zona de classificação para a próxima fase                                |
|  | Zona de classificação para o índice técnico (15 melhores se classificam) |

1O Baré foi punido pelo STJD com a perda de quatro pontos por escalação de jogador irregular.

### Grupo A3
| Pos | Equipes         | Pts | J | V | E | D | GP | GC | SG  |
| --- | --------------- | --- | - | - | - | - | -- | -- | --- |
| 1   | São Raimundo-PA | 13  | 6 | 4 | 1 | 1 | 15 | 2  | +13 |
| 2   | Náutico-RR      | 9   | 6 | 2 | 3 | 1 | 9  | 7  | +2  |
| 3   | Rondoniense     | 7   | 6 | 2 | 1 | 3 | 8  | 14 | –6  |
| 4   | Rio Branco-AC   | 4   | 6 | 1 | 1 | 4 | 6  | 15 | –9  |

|                 | NFC | RBA | RON | SRS |
| --------------- | --- | --- | --- | --- |
| Náutico-RR      | —   | 3–1 | 3–1 | 0–0 |
| Rio Branco-AC   | 1–1 | —   | 3–0 | 0–2 |
| Rondoniense     | 2–2 | 3–1 | —   | 2–1 |
| São Raimundo-PA | 2–0 | 6–0 | 4–0 | —   |

|  |                                                                          |
|  | Zona de classificação para a próxima fase                                |
|  | Zona de classificação para o índice técnico (15 melhores se classificam) |

### Grupo A4
| Pos | Equipes         | Pts | J | V | E | D | GP | GC | SG |
| --- | --------------- | --- | - | - | - | - | -- | -- | -- |
| 1   | Águia de Marabá | 11  | 6 | 3 | 2 | 1 | 7  | 5  | +2 |
| 2   | Moto Club       | 10  | 6 | 2 | 4 | 0 | 8  | 2  | +6 |
| 3   | Tocantinópolis  | 8   | 6 | 2 | 2 | 2 | 5  | 5  | 0  |
| 4   | Santos-AP       | 2   | 6 | 0 | 2 | 4 | 3  | 11 | –8 |

|                 | AGM | MOT | SAP | TEC |
| --------------- | --- | --- | --- | --- |
| Águia de Marabá | —   | 1–1 | 0–0 | 1–0 |
| Moto Club       | 2–0 | —   | 4–0 | 0–0 |
| Santos-AP       | 2–3 | 0–0 | —   | 1–2 |
| Tocantinópolis  | 0–2 | 1–1 | 2–0 | —   |

|  |                                                                          |
|  | Zona de classificação para a próxima fase                                |
|  | Zona de classificação para o índice técnico (15 melhores se classificam) |

### Grupo A5
| Pos | Equipes     | Pts | J | V | E | D | GP | GC | SG  |
| --- | ----------- | --- | - | - | - | - | -- | -- | --- |
| 1   | Altos       | 16  | 6 | 5 | 1 | 0 | 22 | 5  | +17 |
| 2   | Juazeirense | 11  | 6 | 3 | 2 | 1 | 12 | 8  | +4  |
| 3   | Maranhão    | 6   | 6 | 2 | 0 | 4 | 7  | 12 | –5  |
| 4   | Icasa       | 1   | 6 | 0 | 1 | 5 | 3  | 19 | –16 |

|             | ALT | ICA | JZE | MAR |
| ----------- | --- | --- | --- | --- |
| Altos       | —   | 5–1 | 4–0 | 4–1 |
| Icasa       | 0–3 | —   | 0–4 | 1–2 |
| Juazeirense | 3–3 | 1–1 | —   | 3–0 |
| Maranhão    | 0–3 | 4–0 | 0–1 | —   |

|  |                                                                          |
|  | Zona de classificação para a próxima fase                                |
|  | Zona de classificação para o índice técnico (15 melhores se classificam) |

### Grupo A6
| Pos | Equipes             | Pts | J | V | E | D | GP | GC | SG  |
| --- | ------------------- | --- | - | - | - | - | -- | -- | --- |
| 1   | CSA                 | 11  | 6 | 3 | 2 | 1 | 13 | 6  | +7  |
| 2   | Parnahyba           | 9   | 6 | 2 | 3 | 1 | 11 | 6  | +5  |
| 3   | Central             | 9   | 6 | 2 | 3 | 1 | 5  | 4  | +1  |
| 4   | Guarani de Juazeiro | 2   | 6 | 0 | 2 | 4 | 5  | 18 | –13 |

|                     | CEN | CSA | GJU | PNB |
| ------------------- | --- | --- | --- | --- |
| Central             | —   | 0–0 | 1–1 | 1–0 |
| CSA                 | 2–1 | —   | 6–0 | 1–1 |
| Guarani de Juazeiro | 0–1 | 2–3 | —   | 2–2 |
| Parnahyba           | 1–1 | 2–1 | 5–0 | —   |

|  |                                                                          |
|  | Zona de classificação para a próxima fase                                |
|  | Zona de classificação para o índice técnico (15 melhores se classificam) |

### Grupo A7
| Pos | Equipes    | Pts | J | V | E | D | GP | GC | SG |
| --- | ---------- | --- | - | - | - | - | -- | -- | -- |
| 1   | Globo      | 11  | 6 | 3 | 2 | 1 | 11 | 4  | +7 |
| 2   | América-PE | 10  | 6 | 3 | 1 | 2 | 9  | 7  | +2 |
| 3   | Sousa      | 10  | 6 | 3 | 1 | 2 | 11 | 11 | 0  |
| 4   | Galícia    | 3   | 6 | 1 | 0 | 5 | 7  | 16 | –9 |

|            | AMP | GAL | GLO | SOU |
| ---------- | --- | --- | --- | --- |
| América-PE | —   | 2–1 | 1–2 | 2–1 |
| Galícia    | 0–2 | —   | 1–0 | 2–3 |
| Globo      | 1–1 | 5–0 | —   | 1–1 |
| Sousa      | 2–1 | 4–3 | 0–2 | —   |

|  |                                                                          |
|  | Zona de classificação para a próxima fase                                |
|  | Zona de classificação para o índice técnico (15 melhores se classificam) |

### Grupo A8
| Pos | Equipes             | Pts | J | V | E | D | GP | GC | SG  |
| --- | ------------------- | --- | - | - | - | - | -- | -- | --- |
| 1   | Atlético Cearense   | 12  | 6 | 3 | 3 | 0 | 11 | 5  | +6  |
| 2   | Itabaiana           | 11  | 6 | 3 | 2 | 1 | 10 | 5  | +5  |
| 3   | Potiguar de Mossoró | 10  | 6 | 3 | 1 | 2 | 8  | 6  | +2  |
| 4   | Serra Talhada       | 0   | 6 | 0 | 0 | 6 | 1  | 14 | –13 |

|                     | ITA | POT | STL | UNI |
| ------------------- | --- | --- | --- | --- |
| Itabaiana           | —   | 3–0 | 3–1 | 2–2 |
| Potiguar de Mossoró | 1–0 | —   | 2–0 | 2–2 |
| Serra Talhada       | 0–1 | 0–3 | —   | 0–1 |
| Atlético Cearense   | 1–1 | 1–0 | 4–0 | —   |

|  |                                                                          |
|  | Zona de classificação para a próxima fase                                |
|  | Zona de classificação para o índice técnico (15 melhores se classificam) |

### Grupo A9
| Pos | Equipes             | Pts | J | V | E | D | GP | GC | SG |
| --- | ------------------- | --- | - | - | - | - | -- | -- | -- |
| 1   | Campinense          | 10  | 6 | 3 | 1 | 2 | 7  | 5  | +2 |
| 2   | Fluminense de Feira | 9   | 6 | 2 | 3 | 1 | 9  | 8  | +1 |
| 3   | Murici              | 8   | 6 | 2 | 2 | 2 | 9  | 10 | –1 |
| 4   | Sergipe             | 4   | 6 | 0 | 4 | 2 | 6  | 8  | –2 |

|                     | CMP | FLF | MUR | SER |
| ------------------- | --- | --- | --- | --- |
| Campinense          | —   | 3–1 | 1–0 | 1–1 |
| Fluminense de Feira | 2–1 | —   | 3–1 | 0–0 |
| Murici              | 1–0 | 2–2 | —   | 2–1 |
| Sergipe             | 0–1 | 1–1 | 3–3 | —   |

|  |                                                                          |
|  | Zona de classificação para a próxima fase                                |
|  | Zona de classificação para o índice técnico (15 melhores se classificam) |

### Grupo A10
| Pos | Equipes      | Pts | J | V | E | D | GP | GC | SG  |
| --- | ------------ | --- | - | - | - | - | -- | -- | --- |
| 1   | Ceilândia    | 15  | 6 | 5 | 0 | 1 | 19 | 6  | +13 |
| 2   | Aparecidense | 13  | 6 | 4 | 1 | 1 | 9  | 7  | +2  |
| 3   | Comercial-MS | 4   | 6 | 1 | 1 | 4 | 2  | 12 | –10 |
| 4   | AA Araguaia  | 3   | 6 | 1 | 0 | 5 | 8  | 13 | –5  |

|              | AAA | APA | CEI | ECC |
| ------------ | --- | --- | --- | --- |
| AA Araguaia  | —   | 0–1 | 2–4 | 1–2 |
| Aparecidense | 3–2 | —   | 3–2 | 2–0 |
| Ceilândia    | 3–1 | 3–0 | —   | 5–0 |
| Comercial-MS | 0–2 | 0–0 | 0–2 | —   |

|  |                                                                          |
|  | Zona de classificação para a próxima fase                                |
|  | Zona de classificação para o índice técnico (15 melhores se classificam) |

### Grupo A11
| Pos | Equipes          | Pts | J | V | E | D | GP | GC | SG |
| --- | ---------------- | --- | - | - | - | - | -- | -- | -- |
| 1   | Sete de Dourados | 11  | 6 | 3 | 2 | 1 | 9  | 6  | +3 |
| 2   | Anápolis         | 11  | 6 | 3 | 2 | 1 | 5  | 3  | +2 |
| 3   | Luziânia         | 6   | 6 | 1 | 3 | 2 | 4  | 5  | –1 |
| 4   | Sinop            | 3   | 6 | 0 | 3 | 3 | 7  | 11 | –4 |

|                  | APS | LUZ | SET | SIN |
| ---------------- | --- | --- | --- | --- |
| Anápolis         | —   | 1–0 | 1–0 | 0–0 |
| Luziânia         | 0–0 | —   | 0–0 | 1–1 |
| Sete de Dourados | 3–1 | 1–0 | —   | 2–2 |
| Sinop            | 0–2 | 2–3 | 2–3 | —   |

|  |                                                                          |
|  | Zona de classificação para a próxima fase                                |
|  | Zona de classificação para o índice técnico (15 melhores se classificam) |

### Grupo A12
| Pos | Equipes                | Pts | J | V | E | D | GP | GC | SG  |
| --- | ---------------------- | --- | - | - | - | - | -- | -- | --- |
| 1   | Volta Redonda          | 14  | 6 | 4 | 2 | 0 | 11 | 1  | +10 |
| 2   | URT                    | 13  | 6 | 4 | 1 | 1 | 10 | 3  | +7  |
| 3   | Desportiva Ferroviária | 7   | 6 | 2 | 1 | 3 | 7  | 6  | +1  |
| 4   | Goianésia              | 0   | 6 | 0 | 0 | 6 | 2  | 20 | –18 |

|                        | DES | GNS | URT | VRE |
| ---------------------- | --- | --- | --- | --- |
| Desportiva Ferroviária | —   | 4–1 | 0–1 | 1–2 |
| Goianésia              | 0–1 | —   | 1–3 | 0–4 |
| URT                    | 2–1 | 4–0 | —   | 0–0 |
| Volta Redonda          | 0–0 | 4–0 | 1–0 | —   |

|  |                                                                          |
|  | Zona de classificação para a próxima fase                                |
|  | Zona de classificação para o índice técnico (15 melhores se classificam) |

### Grupo A13
| Pos | Equipes        | Pts | J | V | E | D | GP | GC | SG |
| --- | -------------- | --- | - | - | - | - | -- | -- | -- |
| 1   | Caldense       | 13  | 6 | 4 | 1 | 1 | 6  | 1  | +5 |
| 2   | Espírito Santo | 8   | 6 | 2 | 2 | 2 | 4  | 3  | +1 |
| 3   | Boavista-RJ    | 7   | 6 | 2 | 1 | 3 | 3  | 5  | –2 |
| 4   | Audax          | 4   | 6 | 0 | 4 | 2 | 1  | 5  | –4 |

|                | GOA | BVT | CAL | ESA |
| -------------- | --- | --- | --- | --- |
| Audax          | —   | 0–2 | 0–2 | 0–0 |
| Boavista-RJ    | 0–0 | —   | 0–1 | 1–0 |
| Caldense       | 0–0 | 2–0 | —   | 0–1 |
| Espírito Santo | 1–1 | 2–0 | 0–1 | —   |

|  |                                                                          |
|  | Zona de classificação para a próxima fase                                |
|  | Zona de classificação para o índice técnico (15 melhores se classificam) |

### Grupo A14
| Pos | Equipes       | Pts | J | V | E | D | GP | GC | SG |
| --- | ------------- | --- | - | - | - | - | -- | -- | -- |
| 1   | São Bento     | 13  | 6 | 4 | 1 | 1 | 7  | 1  | +6 |
| 2   | Portuguesa-RJ | 7   | 6 | 2 | 1 | 3 | 3  | 8  | –5 |
| 3   | Villa Nova    | 7   | 6 | 1 | 4 | 1 | 3  | 3  | 0  |
| 4   | São José-RS   | 5   | 6 | 1 | 2 | 3 | 3  | 4  | –1 |

|               | AAP | SBN | SJO | VNO |
| ------------- | --- | --- | --- | --- |
| Portuguesa-RJ | —   | 0–1 | 0–2 | 1–0 |
| São Bento     | 4–0 | —   | 1–0 | 0–1 |
| São José-RS   | 0–1 | 0–1 | —   | 0–0 |
| Villa Nova    | 1–1 | 0–0 | 1–1 | —   |

|  |                                                                          |
|  | Zona de classificação para a próxima fase                                |
|  | Zona de classificação para o índice técnico (15 melhores se classificam) |

### Grupo A15
| Pos | Equipes       | Pts | J | V | E | D | GP | GC | SG |
| --- | ------------- | --- | - | - | - | - | -- | -- | -- |
| 1   | J.Malucelli   | 11  | 6 | 3 | 2 | 1 | 8  | 4  | +4 |
| 2   | Brusque       | 9   | 6 | 2 | 3 | 1 | 7  | 2  | +5 |
| 3   | Novo Hamburgo | 8   | 6 | 2 | 2 | 2 | 4  | 6  | –2 |
| 4   | Madureira     | 4   | 6 | 1 | 1 | 4 | 2  | 9  | –7 |

|               | BRU | JMA | MAD | NHA |
| ------------- | --- | --- | --- | --- |
| Brusque       | —   | 2–0 | 4–0 | 1–1 |
| J.Malucelli   | 0–0 | —   | 2–0 | 1–1 |
| Madureira     | 0–0 | 1–2 | —   | 1–0 |
| Novo Hamburgo | 1–0 | 0–3 | 1–0 | —   |

|  |                                                                          |
|  | Zona de classificação para a próxima fase                                |
|  | Zona de classificação para o índice técnico (15 melhores se classificam) |

### Grupo A16
| Pos | Equipes        | Pts | J | V | E | D | GP | GC | SG |
| --- | -------------- | --- | - | - | - | - | -- | -- | -- |
| 1   | Inter de Lages | 10  | 6 | 3 | 1 | 2 | 8  | 4  | +4 |
| 2   | Linense        | 10  | 6 | 3 | 1 | 2 | 7  | 7  | 0  |
| 3   | São Paulo-RS   | 9   | 6 | 3 | 0 | 3 | 6  | 7  | –1 |
| 4   | PSTC           | 5   | 6 | 1 | 2 | 3 | 6  | 9  | –3 |

|                | ILG | LIN | PSTC | SPO |
| -------------- | --- | --- | ---- | --- |
| Inter de Lages | —   | 1–2 | 2–0  | 3–0 |
| Linense        | 0–1 | —   | 2–4  | 1–0 |
| PSTC           | 0–0 | 1–1 | —    | 1–2 |
| São Paulo-RS   | 2–1 | 0–1 | 2–0  | —   |

|  |                                                                          |
|  | Zona de classificação para a próxima fase                                |
|  | Zona de classificação para o índice técnico (15 melhores se classificam) |

### Grupo A17
| Pos | Equipes       | Pts | J | V | E | D | GP | GC | SG  |
| --- | ------------- | --- | - | - | - | - | -- | -- | --- |
| 1   | Ituano        | 13  | 6 | 4 | 1 | 1 | 15 | 5  | +10 |
| 2   | Caxias        | 9   | 6 | 3 | 0 | 3 | 9  | 9  | 0   |
| 3   | Maringá       | 8   | 6 | 2 | 2 | 2 | 8  | 10 | –2  |
| 4   | Metropolitano | 4   | 6 | 1 | 1 | 4 | 5  | 13 | –8  |

|               | CAX | ITU | MGA | MET |
| ------------- | --- | --- | --- | --- |
| Caxias        | —   | 3–1 | 1–2 | 2–1 |
| Ituano        | 2–1 | —   | 4–0 | 5–0 |
| Maringá       | 3–0 | 1–1 | —   | 2–2 |
| Metropolitano | 0–2 | 0–2 | 2–0 | —   |

|  |                                                                          |
|  | Zona de classificação para a próxima fase                                |
|  | Zona de classificação para o índice técnico (15 melhores se classificam) |

### Desempenho por rodada
|           | 1   | 2   | 3   | 4   | 5   | 6   |
| Grupo A1  | AAC | AAC | AAC | AAC | AAC | AAC |
| Grupo A2  | PMS | PMS | PMS | PSO | PSO | PSO |
| Grupo A3  | SRS | SRS | SRS | SRS | SRS | SRS |
| Grupo A4  | AGM | MOT | AGM | AGM | TEC | AGM |
| Grupo A5  | ALT | ALT | ALT | ALT | ALT | ALT |
| Grupo A6  | PNB | CEN | CSA | CSA | CSA | CSA |
| Grupo A7  | AMP | GLO | GLO | GLO | GLO | GLO |
| Grupo A8  | UNI | UNI | UNI | POT | POT | UNI |
| Grupo A9  | MUR | FLF | FLF | FLF | FLF | CMP |
| Grupo A10 | CEI | APA | APA | APA | CEI | CEI |
| Grupo A11 | SET | SET | SET | SET | SET | SET |
| Grupo A12 | VRE | VRE | VRE | VRE | VRE | VRE |
| Grupo A13 | CAL | CAL | CAL | CAL | CAL | CAL |
| Grupo A14 | SBN | SBN | SBN | SBN | SBN | SBN |
| Grupo A15 | JMA | JMA | JMA | JMA | JMA | JMA |
| Grupo A16 | SPO | SPO | SPO | LIN | LIN | ILG |
| Grupo A17 | ITU | ITU | ITU | ITU | ITU | ITU |

|           | 1    | 2   | 3   | 4    | 5    | 6    |
| Grupo A1  | TRM  | NAM | TRM | GEN  | TRM  | TRM  |
| Grupo A2  | SFR  | PSO | BAR | BAR  | BAR  | BAR  |
| Grupo A3  | RON  | RBA | RON | RBA  | RBA  | RBA  |
| Grupo A4  | TEC  | SAP | SAP | SAP  | SAP  | SAP  |
| Grupo A5  | MAR  | JZE | ICA | ICA  | ICA  | ICA  |
| Grupo A6  | GJU  | GJU | GJU | GJU  | GJU  | GJU  |
| Grupo A7  | GAL  | GAL | GAL | GAL  | GAL  | GAL  |
| Grupo A8  | ITA  | STL | STL | STL  | STL  | STL  |
| Grupo A9  | CMP  | CMP | CMP | SER  | SER  | SER  |
| Grupo A10 | ECC  | ECC | ECC | ECC  | AAA  | AAA  |
| Grupo A11 | LUZ  | LUZ | LUZ | SIN  | SIN  | SIN  |
| Grupo A12 | GNS  | GNS | GNS | GNS  | GNS  | GNS  |
| Grupo A13 | ESA  | BVT | BVT | GOA  | GOA  | GOA  |
| Grupo A14 | SJO  | SJO | SJO | AAP  | AAP  | SJO  |
| Grupo A15 | NHA  | NHA | NHA | NHA  | MAD  | MAD  |
| Grupo A16 | PSTC | ILG | ILG | PSTC | PSTC | PSTC |
| Grupo A17 | MGA  | MET | MGA | MGA  | MET  | MET  |

## Classificação para a segunda fase
Para os confrontos da segunda fase, os 32 clubes classificados foram divididos em dois blocos: no Bloco I ficaram as 16 equipes classificadas em primeiro lugar com melhores campanhas na primeira fase; no Bloco II, a equipe classificada em primeiro lugar com pior campanha entre os primeiros colocados na primeira fase se junta às 15 equipes classificadas em segundo lugar com melhores campanhas entre elas.
Classificação das equipes para a segunda fase
| Pos. | Primeiros dos grupos | Pts | J | V | E | D | GP | GC | SG  |
| ---- | -------------------- | --- | - | - | - | - | -- | -- | --- |
| 1    | Altos                | 16  | 6 | 5 | 1 | 0 | 22 | 5  | +17 |
| 2    | Ceilândia            | 15  | 6 | 5 | 0 | 1 | 19 | 6  | +13 |
| 3    | Volta Redonda        | 14  | 6 | 4 | 2 | 0 | 11 | 1  | +10 |
| 4    | Atlético Acreano     | 14  | 6 | 4 | 2 | 0 | 15 | 7  | +8  |
| 5    | São Raimundo-PA      | 13  | 6 | 4 | 1 | 1 | 15 | 2  | +13 |
| 6    | Ituano               | 13  | 6 | 4 | 1 | 1 | 15 | 5  | +10 |
| 7    | Princesa do Solimões | 13  | 6 | 4 | 1 | 1 | 11 | 5  | +6  |
| 8    | São Bento            | 13  | 6 | 4 | 1 | 1 | 7  | 1  | +6  |
| 9    | Caldense             | 13  | 6 | 4 | 1 | 1 | 6  | 1  | +5  |
| 10   | Atlético Cearense    | 12  | 6 | 3 | 3 | 0 | 11 | 5  | +6  |
| 11   | CSA                  | 11  | 6 | 3 | 2 | 1 | 13 | 6  | +7  |
| 12   | Globo                | 11  | 6 | 3 | 2 | 1 | 11 | 4  | +7  |
| 13   | J.Malucelli          | 11  | 6 | 3 | 2 | 1 | 8  | 4  | +4  |
| 14   | Sete de Dourados     | 11  | 6 | 3 | 2 | 1 | 9  | 6  | +3  |
| 15   | Águia de Marabá      | 11  | 6 | 3 | 2 | 1 | 7  | 5  | +2  |
| 16   | Inter de Lages       | 10  | 6 | 3 | 1 | 2 | 8  | 4  | +4  |
| 17   | Campinense           | 10  | 6 | 3 | 1 | 2 | 7  | 5  | +2  |

| Pos. | Segundos dos grupos | Pts | J | V | E | D | GP | GC | SG |
| ---- | ------------------- | --- | - | - | - | - | -- | -- | -- |
| 1    | URT                 | 13  | 6 | 4 | 1 | 1 | 10 | 3  | +7 |
| 2    | Aparecidense        | 13  | 6 | 4 | 1 | 1 | 9  | 7  | +2 |
| 3    | Itabaiana           | 11  | 6 | 3 | 2 | 1 | 10 | 5  | +5 |
| 4    | Juazeirense         | 11  | 6 | 3 | 2 | 1 | 12 | 8  | +4 |
| 5    | Anápolis            | 11  | 6 | 3 | 2 | 1 | 5  | 3  | +2 |
| 6    | Palmas              | 10  | 6 | 3 | 1 | 2 | 13 | 10 | +3 |
| 7    | América-PE          | 10  | 6 | 3 | 1 | 2 | 9  | 7  | +2 |
| 8    | Linense             | 10  | 6 | 3 | 1 | 2 | 7  | 7  | 0  |
| 9    | Moto Club           | 10  | 6 | 2 | 4 | 0 | 8  | 2  | +6 |
| 10   | Caxias              | 9   | 6 | 3 | 0 | 3 | 9  | 9  | 0  |
| 11   | Parnahyba           | 9   | 6 | 2 | 3 | 1 | 11 | 6  | +5 |
| 12   | Brusque             | 9   | 6 | 2 | 3 | 1 | 7  | 2  | +5 |
| 13   | Náutico-RR          | 9   | 6 | 2 | 3 | 1 | 9  | 7  | +2 |
| 14   | Fluminense de Feira | 9   | 6 | 2 | 3 | 1 | 9  | 8  | +1 |
| 15   | Espírito Santo      | 8   | 6 | 2 | 2 | 2 | 4  | 3  | +1 |
| 16   | Nacional-AM         | 8   | 6 | 2 | 2 | 2 | 8  | 8  | 0  |
| 17   | Portuguesa-RJ       | 7   | 6 | 2 | 1 | 3 | 3  | 8  | –5 |

|  |                                                                               |
|  | Classificados para o Bloco I (16 melhores primeiros colocados)                |
|  | Classificados para o Bloco II (pior primeiro colocado e 15 melhores segundos) |
|  | Eliminados na primeira fase (dois piores segundos colocados)                  |

As 16 equipes classificadas para o Bloco I receberam numeração de 1 a 16 de acordo com a ordem numérica de seus grupos de origem. Já as 16 equipes classificadas para o Bloco II receberam numeração de 17 a 32 de acordo com a ordem numérica de seus grupos de origem. Em caso de duas equipes oriundas de um mesmo grupo estarem no mesmo bloco, o que só é possível no Bloco II, a equipe que terminasse em primeiro lugar receberia o menor número.
Numeração das equipes nos blocos
| Bloco I | Bloco I | Bloco I              |
| Nº      | Grupo   | Equipes              |
| ------- | ------- | -------------------- |
| 1       | A1      | Atlético Acreano     |
| 2       | A2      | Princesa do Solimões |
| 3       | A3      | São Raimundo-PA      |
| 4       | A4      | Águia de Marabá      |
| 5       | A5      | Altos                |
| 6       | A6      | CSA                  |
| 7       | A7      | Globo                |
| 8       | A8      | Atlético Cearense    |
| 9       | A10     | Ceilândia            |
| 10      | A11     | Sete de Dourados     |
| 11      | A12     | Volta Redonda        |
| 12      | A13     | Caldense             |
| 13      | A14     | São Bento            |
| 14      | A15     | J.Malucelli          |
| 15      | A16     | Inter de Lages       |
| 16      | A17     | Ituano               |

| Bloco II | Bloco II | Bloco II            |
| Nº       | Grupo    | Equipes             |
| -------- | -------- | ------------------- |
| 17       | A2       | Palmas              |
| 18       | A3       | Náutico-RR          |
| 19       | A4       | Moto Club           |
| 20       | A5       | Juazeirense         |
| 21       | A6       | Parnahyba           |
| 22       | A7       | América-PE          |
| 23       | A8       | Itabaiana           |
| 24       | A9       | Campinense          |
| 25       | A9       | Fluminense de Feira |
| 26       | A10      | Aparecidense        |
| 27       | A11      | Anápolis            |
| 28       | A12      | URT                 |
| 29       | A13      | Espírito Santo      |
| 30       | A15      | Brusque             |
| 31       | A16      | Linense             |
| 32       | A17      | Caxias              |

## Segunda fase
O cruzamento das equipes na segunda fase se deu de forma regionalizada, com os confrontos ocorrendo do seguinte modo: o primeiro de cada bloco enfrenta o segundo do outro (equipe 1 x equipe 18 e equipe 2 x equipe 17); o terceiro de cada bloco enfrenta o quarto do outro (equipe 3 x equipe 20 e equipe 4 x equipe 19) e assim por diante, até que o 15º de cada bloco enfrenta o 16º do outro (equipe 15 x equipe 32 e equipe 16 x equipe 31). As datas dos confrontos foram definidas no dia 19 de julho.
Em itálico, os times que possuem o mando de campo no primeiro jogo do confronto e em negrito os times classificados.
| Equipe 1            | Total       | Equipe 2             | 1.º jogo | 2.º jogo |
| ------------------- | ----------- | -------------------- | -------- | -------- |
| Náutico-RR          | 1–13        | Atlético Acreano     | 1–5      | 0–8      |
| Palmas              | 1–6         | Princesa do Solimões | 1–3      | 0–3      |
| Juazeirense         | 5–2         | São Raimundo-PA      | 2–1      | 3–1      |
| Moto Club           | 2–1         | Águia de Marabá      | 1–0      | 1–1      |
| América-PE          | 1–4         | Altos                | 1–2      | 0–2      |
| Parnahyba           | 1–5         | CSA                  | 1–2      | 0–3      |
| Campinense          | 2–1         | Globo                | 2–1      | 0–0      |
| Itabaiana           | 3–2         | Atlético Cearense    | 0–0      | 3–2      |
| Aparecidense        | 1–2         | Ceilândia            | 0–0      | 1–2      |
| Fluminense de Feira | 4–0         | Sete de Dourados     | 2–0      | 2–0      |
| URT                 | 1–3         | Volta Redonda        | 1–1      | 0–2      |
| Anápolis            | 2–2 (7–6 p) | Caldense             | 1–1      | 1–1      |
| Brusque             | 0–1         | São Bento            | 0–0      | 0–1      |
| Espírito Santo      | 1–3         | J.Malucelli          | 0–1      | 1–2      |
| Caxias              | 1–2         | Inter de Lages       | 1–2      | 0–0      |
| Linense             | 2–2 (gf)    | Ituano               | 2–1      | 0–1      |

## Terceira fase
Os confrontos na terceira fase (oitavas de final) continuam regionalizados, de acordo com o diagrama das fases.
Em itálico, os times que possuem o mando de campo no primeiro jogo do confronto e em negrito os times classificados.
| Equipe 1             | Total       | Equipe 2         | 1.º jogo | 2.º jogo |
| -------------------- | ----------- | ---------------- | -------- | -------- |
| Princesa do Solimões | 2–4         | Atlético Acreano | 1–1      | 1–3      |
| Moto Club            | 3–2         | Juazeirense      | 3–1      | 0–1      |
| CSA                  | 3–2         | Altos            | 3–0      | 0–2      |
| Campinense           | 2–2 (3–4 p) | Itabaiana        | 2–0      | 0–2      |
| Fluminense de Feira  | 1–1 (4–3 p) | Ceilândia        | 0–1      | 1–0      |
| Anápolis             | 1–2         | Volta Redonda    | 1–2      | 0–0      |
| J.Malucelli          | 1–3         | São Bento        | 1–1      | 0–2      |
| Inter de Lages       | 4–5         | Ituano           | 3–5      | 1–0      |

## Fase final
A partir da quarta fase (quartas de final), os confrontos deixam de ser regionalizados. Dessa fase em diante, a equipe de melhor campanha, somando-se todas as fases anteriores, enfrenta a de pior campanha; a equipe de segunda melhor campanha enfrenta a de segunda pior campanha, e assim sucessivamente até a final.
Tabela de classificação após as oitavas de final
| Bloco III | Bloco III           | Bloco III | Bloco III | Bloco III | Bloco III | Bloco III | Bloco III | Bloco III | Bloco III |
| Pos.      | Equipes             | Pts       | J         | V         | E         | D         | GP        | GC        | SG        |
| --------- | ------------------- | --------- | --------- | --------- | --------- | --------- | --------- | --------- | --------- |
| 1         | Atlético Acreano    | 24        | 10        | 7         | 3         | 0         | 32        | 10        | +22       |
| 2         | Volta Redonda       | 22        | 10        | 6         | 4         | 0         | 16        | 3         | +13       |
| 3         | São Bento           | 21        | 10        | 6         | 3         | 1         | 11        | 2         | +9        |
| 4         | CSA                 | 20        | 10        | 6         | 2         | 2         | 21        | 9         | +12       |
| 5         | Ituano              | 19        | 10        | 6         | 1         | 3         | 22        | 11        | +11       |
| 6         | Itabaiana           | 18        | 10        | 5         | 3         | 2         | 15        | 9         | +6        |
| 7         | Fluminense de Feira | 18        | 10        | 5         | 3         | 2         | 14        | 9         | +5        |
| 8         | Moto Club           | 17        | 10        | 4         | 5         | 1         | 13        | 5         | +8        |

Tabela de classificação após as quartas de final
| Bloco IV | Bloco IV      | Bloco IV | Bloco IV | Bloco IV | Bloco IV | Bloco IV | Bloco IV | Bloco IV | Bloco IV |
| Pos.     | Equipes       | Pts      | J        | V        | E        | D        | GP       | GC       | SG       |
| -------- | ------------- | -------- | -------- | -------- | -------- | -------- | -------- | -------- | -------- |
| 1        | Volta Redonda | 28       | 12       | 8        | 4        | 0        | 21       | 6        | +15      |
| 2        | São Bento     | 27       | 12       | 8        | 3        | 1        | 14       | 2        | +12      |
| 3        | CSA           | 26       | 12       | 8        | 2        | 2        | 24       | 10       | +14      |
| 4        | Moto Club     | 21       | 12       | 5        | 6        | 1        | 17       | 8        | +9       |

Tabela de classificação após as semifinais
| Bloco V | Bloco V       | Bloco V | Bloco V | Bloco V | Bloco V | Bloco V | Bloco V | Bloco V | Bloco V |
| Pos.    | Equipes       | Pts     | J       | V       | E       | D       | GP      | GC      | SG      |
| ------- | ------------- | ------- | ------- | ------- | ------- | ------- | ------- | ------- | ------- |
| 1       | Volta Redonda | 32      | 14      | 9       | 5       | 0       | 25      | 8       | +17     |
| 2       | CSA           | 29      | 14      | 9       | 2       | 3       | 26      | 11      | +15     |

Tabela até a final
Em itálico, os times que possuem o mando de campo no primeiro jogo do confronto e em negrito os times classificados.
|  | Quartas de final             | Quartas de final             | Quartas de final             | Quartas de final             |   |           | Semifinais          | Semifinais          | Semifinais          | Semifinais          |  |     | Final                         | Final                         | Final                         | Final                         |  |  |
|  | 27 de agosto a 4 de setembro | 27 de agosto a 4 de setembro | 27 de agosto a 4 de setembro | 27 de agosto a 4 de setembro |   |           | 11 a 18 de setembro | 11 a 18 de setembro | 11 a 18 de setembro | 11 a 18 de setembro |  |     | 25 de setembro e 1 de outubro | 25 de setembro e 1 de outubro | 25 de setembro e 1 de outubro | 25 de setembro e 1 de outubro |  |  |
|  |                              |                              |                              |                              |   |           |                     |                     |                     |                     |  |     |                               |                               |                               |                               |  |  |
|  | Ituano                       | 1                            | 0                            | 1                            |   |           |                     |                     |                     |                     |  |     |                               |                               |                               |                               |  |  |
|  | CSA                          | 2                            | 1                            | 3                            |   |           |                     |                     |                     |                     |  |     |                               |                               |                               |                               |  |  |
|  | CSA                          | 2                            | 1                            | 3                            |   | CSA       | 2                   | 0                   | 2                   |                     |  |     |                               |                               |                               |                               |  |  |
|  |                              |                              |                              |                              |   | CSA       | 2                   | 0                   | 2                   |                     |  |     |                               |                               |                               |                               |  |  |
|  |                              | São Bento                    | 0                            | 1                            | 1 |           |                     |                     |                     |                     |  |     |                               |                               |                               |                               |  |  |
|  | Itabaiana                    | São Bento                    | 0                            | 1                            | 1 | 0         | 0                   | 0                   |                     |                     |  |     |                               |                               |                               |                               |  |  |
|  | Itabaiana                    |                              |                              |                              |   | 0         | 0                   | 0                   |                     |                     |  |     |                               |                               |                               |                               |  |  |
|  | São Bento                    | 1                            | 2                            | 3                            |   |           |                     |                     |                     |                     |  |     |                               |                               |                               |                               |  |  |
|  | São Bento                    | 1                            | 2                            | 3                            |   |           |                     |                     |                     |                     |  | CSA | 0                             | 0                             | 0                             |                               |  |  |
|  |                              |                              |                              |                              |   |           |                     |                     |                     |                     |  | CSA | 0                             | 0                             | 0                             |                               |  |  |
|  |                              | Volta Redonda                | 0                            | 4                            | 4 |           |                     |                     |                     |                     |  |     |                               |                               |                               |                               |  |  |
|  | Moto Club                    | Volta Redonda                | 0                            | 4                            | 4 | 2         | 2                   | 4                   |                     |                     |  |     |                               |                               |                               |                               |  |  |
|  | Moto Club                    |                              |                              |                              |   | 2         | 2                   | 4                   |                     |                     |  |     |                               |                               |                               |                               |  |  |
|  | Atlético Acreano             | 2                            | 1                            | 3                            |   |           |                     |                     |                     |                     |  |     |                               |                               |                               |                               |  |  |
|  | Atlético Acreano             | 2                            | 1                            | 3                            |   | Moto Club | 1                   | 1                   | 2                   |                     |  |     |                               |                               |                               |                               |  |  |
|  |                              |                              |                              |                              |   | Moto Club | 1                   | 1                   | 2                   |                     |  |     |                               |                               |                               |                               |  |  |
|  |                              | Volta Redonda                | 1                            | 3                            | 4 |           |                     |                     |                     |                     |  |     |                               |                               |                               |                               |  |  |
|  | Fluminense de Feira          | Volta Redonda                | 1                            | 3                            | 4 | 2         | 1                   | 3                   |                     |                     |  |     |                               |                               |                               |                               |  |  |
|  | Fluminense de Feira          |                              |                              |                              |   | 2         | 1                   | 3                   |                     |                     |  |     |                               |                               |                               |                               |  |  |
|  | Volta Redonda                | 3                            | 2                            | 5                            |   |           |                     |                     |                     |                     |  |     |                               |                               |                               |                               |  |  |

| Aumento | Equipes promovidas à Série C de 2017 |

## Artilharia
| Gols | Jogador       | Time                |
| ---- | ------------- | ------------------- |
| 10   | Manoel        | Altos               |
| 8    | Cleyton       | CSA                 |
| 7    | Careca        | Atlético Acreano    |
| 7    | Eduardo       | Atlético Acreano    |
| 7    | Rafael Granja | Fluminense de Feira |

### Hat-tricks
| Jogador      | Clube      | Adversário    | Placar | Data        | Ref.   |
| ------------ | ---------- | ------------- | ------ | ----------- | ------ |
| Robemar      | Náutico-RR | Rio Branco-AC | 3–1    | 12 de junho | [ 29 ] |
| Thiago Seiji | Palmas     | Baré          | 4–1    | 9 de julho  | [ 30 ] |
| Tony         | Brusque    | Madureira     | 4–0    | 17 de julho | [ 31 ] |

### Poker-tricks
| Jogador | Clube            | Adversário | Placar | Data        | Ref.   |
| ------- | ---------------- | ---------- | ------ | ----------- | ------ |
| Careca  | Atlético Acreano | Náutico-RR | 8–0    | 7 de agosto | [ 32 ] |

## Premiação
| Campeonato Brasileiro 2016 Série D              |
| Rio de Janeiro                                  |
| ----------------------------------------------- |
| Volta Redonda Futebol Clube Campeão (1º título) |

## Maiores públicos
Estes são os dez maiores públicos do Campeonato:
| Nº | Público[PP] | Mandante            | Placar | Visitante        | Estádio          | Data           | Rodada    | Ref.   |
| -- | ----------- | ------------------- | ------ | ---------------- | ---------------- | -------------- | --------- | ------ |
| 1  | 13 861      | CSA                 | 1–0    | Ituano           | Rei Pelé         | 4 de setembro  | Quartas   | [ 33 ] |
| 2  | 12 277      | Moto Club           | 1–1    | Volta Redonda    | Castelão         | 11 de setembro | Semifinal | [ 34 ] |
| 3  | 11 312      | CSA                 | 3–0    | Altos            | Rei Pelé         | 14 de agosto   | 3ª fase   | [ 35 ] |
| 4  | 10 415      | CSA                 | 3–0    | Parnahyba        | Rei Pelé         | 31 de julho    | 2ª fase   | [ 36 ] |
| 5  | 10 395      | CSA                 | 0–0    | Volta Redonda    | Rei Pelé         | 25 de setembro | Final     | [ 37 ] |
| 6  | 10 184      | Moto Club           | 2–2    | Atlético Acreano | Castelão         | 27 de agosto   | Quartas   | [ 38 ] |
| 7  | 8 434       | Fluminense de Feira | 2–3    | Volta Redonda    | Joia da Princesa | 28 de agosto   | Quartas   | [ 39 ] |
| 8  | 8 416       | Moto Club           | 3–1    | Juazeirense      | Castelão         | 14 de agosto   | 3ª fase   | [ 40 ] |
| 9  | 8 333       | CSA                 | 2–0    | São Bento        | Rei Pelé         | 11 de setembro | Semifinal | [ 41 ] |
| 10 | 8 234       | São Bento           | 2–0    | Itabaiana        | Walter Ribeiro   | 4 de setembro  | Quartas   | [ 42 ] |

- PP. ^ Considera-se apenas o público pagante.

## Menores públicos
Estes são os dez menores públicos do Campeonato:[PF]
| Nº | Público[PP] | Mandante      | Placar | Visitante              | Estádio                  | Data        | Rodada | Ref.   |
| -- | ----------- | ------------- | ------ | ---------------------- | ------------------------ | ----------- | ------ | ------ |
| 1  | 9           | Goianésia     | 0–1    | Desportiva Ferroviária | Valdeir José de Oliveira | 10 de julho | 5ª     | [ 43 ] |
| 2  | 12          | Murici        | 2–2    | Fluminense de Feira    | José Gomes da Costa      | 10 de julho | 5ª     | [ 44 ] |
| 2  | 12          | Comercial-MS  | 0–2    | Ceilândia              | Douradão                 | 17 de julho | 6ª     | [ 45 ] |
| 4  | 18          | São José-RS   | 0–0    | Villa Nova             | Estádio do Vale          | 18 de junho | 2ª     | [ 46 ] |
| 4  | 18          | Goianésia     | 1–3    | URT                    | Valdeir José de Oliveira | 26 de junho | 3ª     | [ 47 ] |
| 6  | 25          | Galícia       | 1–0    | Globo                  | José Rocha               | 10 de julho | 5ª     | [ 48 ] |
| 7  | 27          | Comercial-MS  | 0–0    | Aparecidense           | Moreninhas               | 25 de junho | 3ª     | [ 49 ] |
| 8  | 35          | Serra Talhada | 0–3    | Potiguar de Mossoró    | Pereirão                 | 26 de junho | 3ª     | [ 50 ] |
| 9  | 38          | Serra Talhada | 0–1    | Itabaiana              | Pereirão                 | 10 de julho | 5ª     | [ 51 ] |
| 10 | 43          | Trem          | 0–1    | Atlético Acreano       | Zerão                    | 17 de julho | 6ª     | [ 52 ] |

- PP. ^ Considera-se apenas o público pagante.
- PF. ^ Jogos com portões fechados não são considerados.

## Médias de público
Essas são as médias de público dos clubes no Campeonato. Considera-se apenas os jogos da equipe como mandante e o público pagante:
| 1. CSA – 8 945 2. Moto Club – 7 111 3. Linense – 5 625 4. Fluminense de Feira – 4 824 5. Anápolis – 4 799 6. Ituano – 4 234 7. São Bento – 3 384 8. Campinense – 3 298 9. Sousa – 2 707 10. Itabaiana – 2 460 11. Audax – 2 443 12. Sergipe – 2 280 13. Inter de Lages – 2 185 14. São Raimundo-PA 1 999 15. Volta Redonda – 1 989 16. Atlético Acreano – 1 807 17. Desportiva Ferroviária – 1 537 | 1. Central – 1 501 2. Caxias – 1 259 3. São Paulo-RS – 1 193 4. Sete de Dourados – 1 164 5. São Francisco-PA – 1 117 6. Caldense – 782 7. Brusque – 769 8. Ceilândia – 765 9. Globo – 731 10. Princesa do Solimões – 729 11. Altos – 662 12. Maringá – 636 13. Tocantinópolis – 632 14. Potiguar de Mossoró – 607 15. Parnahyba – 576 16. Luziânia – 567 17. Palmas – 553 | 1. URT – 547 2. Icasa – 529 3. PSTC – 472 4. Sinop – 466 5. Boavista-RJ – 450 6. Metropolitano – 423 7. Nacional-AM – 421 8. Águia de Marabá – 396 9. Maranhão – 331 10. Novo Hamburgo – 299 11. AA Araguaia – 293 12. América-PE – 254 13. Juazeirense – 228 14. Portuguesa-RJ – 221 15. Villa Nova – 213 16. Baré – 208 17. Madureira – 177 | 1. Espírito Santo – 173 2. Genus – 168 3. Aparecidense – 154 4. Guarani de Juazeiro – 151 5. Rondoniense – 149 6. Rio Branco-AC – 145 7. J.Malucelli – 112 8. Murici – 112 9. Náutico-RR – 112 10. Galícia – 89 11. Atlético Cearense – 83 12. Trem – 78 13. Santos-AP – 76 14. Comercial-MS – 43 15. Goianésia – 40 16. Serra Talhada – 37 17. São José-RS – 18 |

## Mudança de técnicos
| Clube         | Antecessor      | Motivo                     | Data        | Última partida                     | Rod     | Pos          | Sucessor                   | Ref.          |
| ------------- | --------------- | -------------------------- | ----------- | ---------------------------------- | ------- | ------------ | -------------------------- | ------------- |
| Maringá       | Rogério Perrô   | Demitido                   | 13 de junho | Ituano 4–0 Maringá                 | 1ª      | 4º (Gr. A17) | Índio                      | [ 54 ] [ 55 ] |
| Guarani-CE    | Edson Leivinha  | Resignado                  | 20 de junho | CSA 6–0 Guarani-CE                 | 2ª      | 4º (Gr. A6)  | Jorge Luís                 | [ 56 ] [ 57 ] |
| Campinense    | Francisco Diá   | Resignado                  | 20 de junho | Campinense 1–1 Sergipe             | 2ª      | 4º (Gr. A9)  | Paulo Moroni               | [ 58 ] [ 59 ] |
| Parnahyba     | Paulo Moroni    | Contratado pelo Campinense | 21 de junho | Central 1–0 Parnahyba              | 2ª      | 3º (Gr. A6)  | Fernando Tonet             | [ 59 ] [ 60 ] |
| Rondoniense   | Da Rocha        | Demitido                   | 21 de junho | Rondoniense 2–2 Náutico-RR         | 2ª      | 3º (Gr. A3)  | Ionay da Luz               | [ 61 ] [ 62 ] |
| Anápolis      | Waldemar Lemos  | Contratado pelo Remo       | 29 de junho | Anápolis 1–0 Sete de Dourados      | 3ª      | 2º (Gr. A11) | Ricardo Drubscky[a1]       | [ 63 ] [ 64 ] |
| Icasa         | Paulo Morgado   | Resignado                  | 3 de julho  | Icasa 0–3 Altos                    | 4ª      | 4º (Gr. A5)  | Luís Carlos Mendes         | [ 65 ] [ 66 ] |
| Guarani-CE    | Jorge Luís      | Demitido                   | 5 de julho  | Parnahyba 5–0 Guarani-CE           | 4ª      | 4º (Gr. A6)  | Washington Luís            | [ 67 ]        |
| Náutico-RR    | Marcelo Pereira | Remanejado                 | 6 de julho  | São Raimundo-PA 2–0 Náutico-RR     | 4ª      | 2º (Gr. A3)  | Rômulo Bonates             | [ 68 ] [ 69 ] |
| Aparecidense  | Márcio Goiano   | Resignado                  | 11 de julho | Ceilândia 3–0 Aparecidense         | 5ª      | 2º (Gr. A10) | Zé Carlos                  | [ 70 ] [ 71 ] |
| Madureira     | Cleimar Rocha   | Demitido                   | 13 de julho | Madureira 1–2 J.Malucelli          | 5ª      | 4º (Gr. A15) | Alex Brandão (interino)    | [ 72 ]        |
| Náutico-RR    | Rômulo Bonates  | Suspenso pelo STJD         | 22 de julho | Rio Branco-AC 1–1 Náutico-RR       | 6ª      | 2º (Gr. A3)  | Waldemar Caldas (interino) | [ 73 ] [ 74 ] |
| Fluminense-BA | Arnaldo Lira    | Resignado                  | 2 de agosto | Sete de Dourados 0–2 Fluminense-BA | 2ª fase | 2ª fase      | Betinho                    | [ 75 ] [ 76 ] |

- A1 ^  Ricardo Leão comandou o Anápolis interinamente na 4ª rodada.[77]

## Classificação geral
A classificação geral dá prioridade ao clube que avançou mais fases, e ao campeão, mesmo que tenha menor pontuação.
| Campeão (promovido à Série C em 2017)                    |                      |    |    |    |   |   |    |    |     |
| 1                                                        | Volta Redonda        | 36 | 16 | 10 | 6 | 0 | 29 | 8  | +21 |
| Vice-campeão (promovido à Série C em 2017)               |                      |    |    |    |   |   |    |    |     |
| 2                                                        | CSA                  | 30 | 16 | 9  | 3 | 4 | 26 | 15 | +11 |
| Eliminados nas semifinais (promovidos à Série C em 2017) |                      |    |    |    |   |   |    |    |     |
| 3                                                        | São Bento            | 30 | 14 | 9  | 3 | 2 | 15 | 4  | +11 |
| 4                                                        | Moto Club            | 22 | 14 | 5  | 7 | 2 | 19 | 12 | +7  |
| Eliminados nas quartas de final                          |                      |    |    |    |   |   |    |    |     |
| 5                                                        | Atlético Acreano     | 25 | 12 | 7  | 4 | 1 | 35 | 14 | +21 |
| 6                                                        | Ituano               | 19 | 12 | 6  | 1 | 5 | 23 | 14 | +9  |
| 7                                                        | Fluminense de Feira  | 18 | 12 | 5  | 3 | 4 | 17 | 14 | +3  |
| 8                                                        | Itabaiana            | 18 | 12 | 5  | 3 | 4 | 15 | 12 | +3  |
| Eliminados na terceira fase                              |                      |    |    |    |   |   |    |    |     |
| 9                                                        | Altos                | 25 | 10 | 8  | 1 | 1 | 28 | 9  | +19 |
| 10                                                       | Ceilândia            | 22 | 10 | 7  | 1 | 2 | 22 | 8  | +14 |
| 11                                                       | Princesa do Solimões | 20 | 10 | 6  | 2 | 2 | 19 | 10 | +9  |
| 12                                                       | Juazeirense          | 20 | 10 | 6  | 2 | 2 | 19 | 13 | +6  |
| 13                                                       | J.Malucelli          | 18 | 10 | 5  | 3 | 2 | 12 | 8  | +4  |
| 14                                                       | Inter de Lages       | 17 | 10 | 5  | 2 | 3 | 14 | 10 | +4  |
| 15                                                       | Campinense           | 17 | 10 | 5  | 2 | 3 | 11 | 8  | +3  |
| 16                                                       | Anápolis             | 14 | 10 | 3  | 5 | 2 | 8  | 7  | +1  |
| Eliminados na segunda fase                               |                      |    |    |    |   |   |    |    |     |
| 17                                                       | Caldense             | 15 | 8  | 4  | 3 | 1 | 8  | 3  | +5  |
| 18                                                       | URT                  | 14 | 8  | 4  | 2 | 2 | 11 | 6  | +5  |
| 19                                                       | Aparecidense         | 14 | 8  | 4  | 2 | 2 | 10 | 9  | +1  |
| 20                                                       | São Raimundo-PA      | 13 | 8  | 4  | 1 | 3 | 17 | 7  | +10 |
| 21                                                       | Linense              | 13 | 8  | 4  | 1 | 3 | 9  | 9  | 0   |
| 22                                                       | Atlético Cearense    | 13 | 8  | 3  | 4 | 1 | 13 | 8  | +5  |
| 23                                                       | Globo                | 12 | 8  | 3  | 3 | 2 | 12 | 6  | +6  |
| 24                                                       | Águia de Marabá      | 12 | 8  | 3  | 3 | 2 | 8  | 7  | +1  |
| 25                                                       | Sete de Dourados     | 11 | 8  | 3  | 2 | 3 | 9  | 10 | –1  |
| 26                                                       | América-PE           | 10 | 8  | 3  | 1 | 4 | 10 | 11 | –1  |
| 27                                                       | Caxias               | 10 | 8  | 3  | 1 | 4 | 10 | 11 | –1  |
| 28                                                       | Palmas               | 10 | 8  | 3  | 1 | 4 | 14 | 16 | –2  |
| 29                                                       | Brusque              | 10 | 8  | 2  | 4 | 2 | 7  | 3  | +4  |
| 30                                                       | Parnahyba            | 9  | 8  | 2  | 3 | 3 | 12 | 11 | +1  |
| 31                                                       | Náutico-RR           | 9  | 8  | 2  | 3 | 3 | 10 | 20 | –10 |
| 32                                                       | Espírito Santo       | 8  | 8  | 2  | 2 | 4 | 5  | 6  | –1  |

| Eliminados na primeira fase |                        |     |   |   |   |   |    |    |     |
| Pos                         | Equipes                | Pts | J | V | E | D | GP | GC | SG  |
| 33                          | Potiguar de Mossoró    | 10  | 6 | 3 | 1 | 2 | 8  | 6  | +2  |
| 34                          | Sousa                  | 10  | 6 | 3 | 1 | 2 | 11 | 11 | 0   |
| 35                          | São Paulo-RS           | 9   | 6 | 3 | 0 | 3 | 6  | 7  | –1  |
| 36                          | Central                | 9   | 6 | 2 | 3 | 1 | 5  | 4  | +1  |
| 37                          | Nacional-AM            | 8   | 6 | 2 | 2 | 2 | 8  | 8  | 0   |
| 38                          | Tocantinópolis         | 8   | 6 | 2 | 2 | 2 | 5  | 5  | 0   |
| 39                          | Murici                 | 8   | 6 | 2 | 2 | 2 | 9  | 10 | –1  |
| 40                          | Maringá                | 8   | 6 | 2 | 2 | 2 | 8  | 10 | –2  |
| 41                          | Novo Hamburgo          | 8   | 6 | 2 | 2 | 2 | 4  | 6  | –2  |
| 42                          | Desportiva Ferroviária | 7   | 6 | 2 | 1 | 3 | 7  | 6  | +1  |
| 43                          | Boavista-RJ            | 7   | 6 | 2 | 1 | 3 | 3  | 5  | –2  |
| 44                          | Genus                  | 7   | 6 | 2 | 1 | 3 | 5  | 9  | –4  |
| 45                          | Portuguesa-RJ          | 7   | 6 | 2 | 1 | 3 | 3  | 8  | –5  |
| 46                          | Rondoniense            | 7   | 6 | 2 | 1 | 3 | 8  | 14 | –6  |
| 47                          | Villa Nova             | 7   | 6 | 1 | 4 | 1 | 3  | 3  | 0   |
| 48                          | Maranhão               | 6   | 6 | 2 | 0 | 4 | 7  | 12 | –5  |
| 49                          | Luziânia               | 6   | 6 | 1 | 3 | 2 | 4  | 5  | –1  |
| 50                          | São José-RS            | 5   | 6 | 1 | 2 | 3 | 3  | 4  | –1  |
| 51                          | São Francisco-PA       | 5   | 6 | 1 | 2 | 3 | 10 | 12 | –2  |
| 52                          | PSTC                   | 5   | 6 | 1 | 2 | 3 | 6  | 9  | –3  |
| 53                          | Trem                   | 4   | 6 | 1 | 1 | 4 | 5  | 9  | –4  |
| 54                          | Madureira              | 4   | 6 | 1 | 1 | 4 | 2  | 9  | –7  |
| 55                          | Metropolitano          | 4   | 6 | 1 | 1 | 4 | 5  | 13 | –8  |
| 56                          | Rio Branco-AC          | 4   | 6 | 1 | 1 | 4 | 6  | 15 | –9  |
| 57                          | Comercial-MS           | 4   | 6 | 1 | 1 | 4 | 2  | 12 | –10 |
| 58                          | Sergipe                | 4   | 6 | 0 | 4 | 2 | 6  | 8  | –2  |
| 59                          | Audax                  | 4   | 6 | 0 | 4 | 2 | 1  | 5  | –4  |
| 60                          | AA Araguaia            | 3   | 6 | 1 | 0 | 5 | 8  | 13 | –5  |
| 61                          | Galícia                | 3   | 6 | 1 | 0 | 5 | 7  | 16 | –9  |
| 62                          | Sinop                  | 3   | 6 | 0 | 3 | 3 | 7  | 11 | –4  |
| 63                          | Santos-AP              | 2   | 6 | 0 | 2 | 4 | 3  | 11 | –8  |
| 64                          | Guarani de Juazeiro    | 2   | 6 | 0 | 2 | 4 | 5  | 18 | –13 |
| 65                          | Icasa                  | 1   | 6 | 0 | 1 | 5 | 3  | 19 | –16 |
| 66                          | Baré                   | 01  | 6 | 0 | 4 | 2 | 6  | 13 | –7  |
| 67                          | Serra Talhada          | 0   | 6 | 0 | 0 | 6 | 1  | 14 | –13 |
| 68                          | Goianésia              | 0   | 6 | 0 | 0 | 6 | 2  | 20 | –18 |

|  |                           |
|  | Finalistas                |
|  | Eliminados nas semifinais |

|  |                        |
|  | Eliminados nas quartas |
|  | Eliminados na 3ª fase  |

|  |                       |
|  | Eliminados na 2ª fase |
|  | Eliminados na 1ª fase |

|  |                           |
|  | Finalistas                |
|  | Eliminados nas semifinais |

|  |                        |
|  | Eliminados nas quartas |
|  | Eliminados na 3ª fase  |

|  |                       |
|  | Eliminados na 2ª fase |
|  | Eliminados na 1ª fase |

1O Baré foi punido pelo STJD com a perda de quatro pontos por escalação de jogador irregular.